# Bundesnachrichtendienst

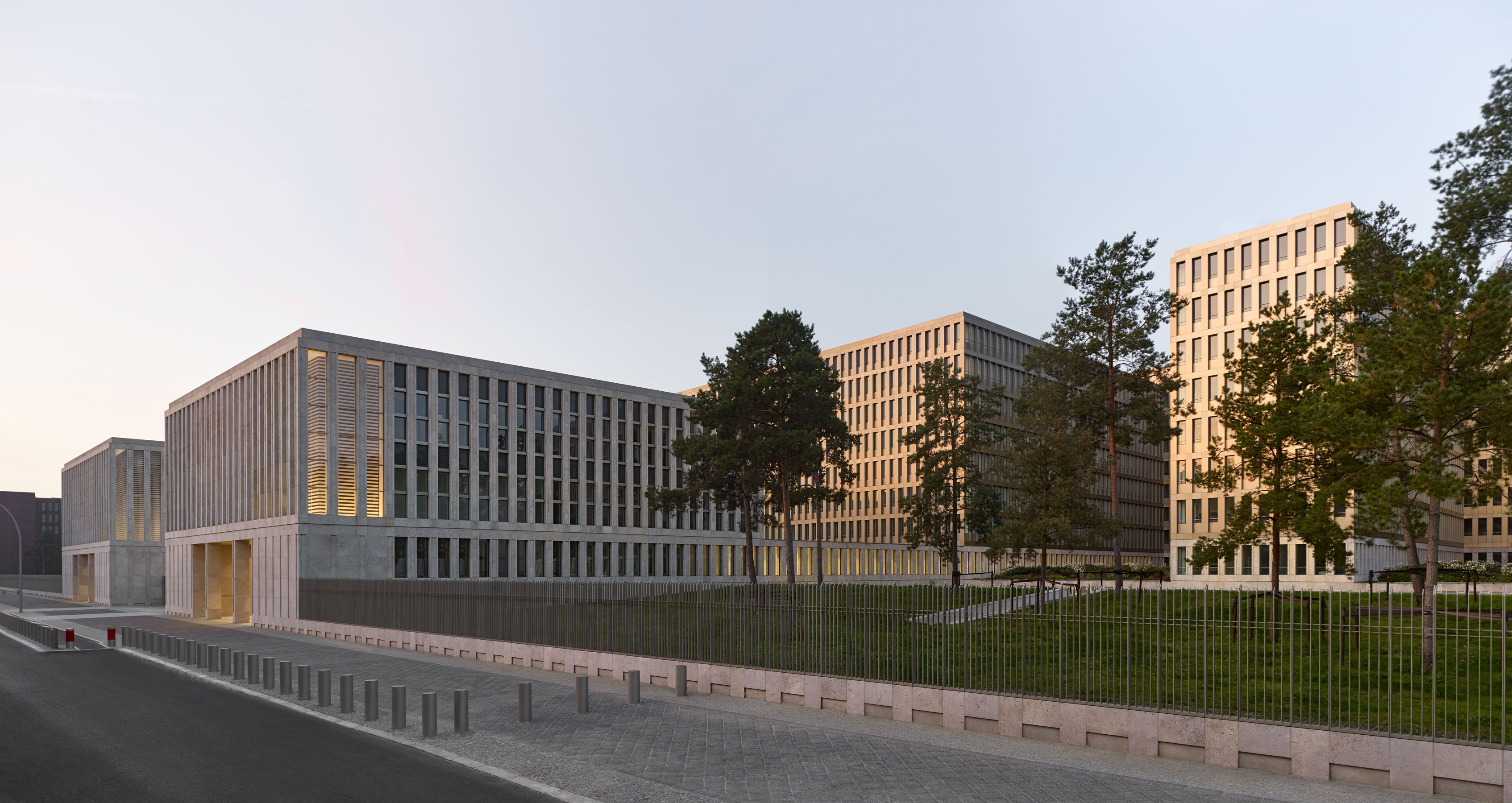
Zentrale in Berlin

Der Bundesnachrichtendienst (BND) ist der deutsche Auslandsnachrichtendienst. Er hat den Auftrag, Informationen von außen- und sicherheitspolitischer Bedeutung zu sammeln und auszuwerten. Als Nachfolger der Organisation Gehlen wurde der Nachrichtendienst am 1. April 1956 gegründet und hat seinen Sitz in Berlin (bis Anfang 2019: Pullach). BND-Präsident ist seit 2016 Bruno Kahl. Neben dem Bundesamt für Verfassungsschutz (BfV) und dem Militärischen Abschirmdienst (MAD) ist der BND einer der drei deutschen Nachrichtendienste des Bundes. Er beschäftigt rund 6500 Mitarbeiter, hat ein Budget von etwa einer Milliarde Euro und ist die einzige dem Bundeskanzleramt unmittelbar nachgeordnete Bundesoberbehörde.
Der BND unterliegt, wie das BfV und der MAD, der Kontrolle der Nachrichtendienste des Bundes. Im Bundeskanzleramt ist die Abteilung 7 für die Fachaufsicht über den BND sowie für die Koordination der drei Nachrichtendienste des Bundes zuständig. Der BND ist zugleich ziviler, militärischer und technischer Auslandsnachrichtendienst. Seit 1990 sind Aufgaben und Befugnisse des BND im BND-Gesetz (BNDG) geregelt.

## Aufgaben und Befugnisse

Logo im Design der Wortbildmarke der Bundesregierung

Der BND sammelt zur Gewinnung von Erkenntnissen über das Ausland, die von außen- und sicherheitspolitischer Bedeutung für die Bundesrepublik Deutschland sind, die erforderlichen Informationen und wertet sie aus. Als einziger das Ausland aufklärender Militärnachrichtendienst Deutschlands ist er zuständig für die militärische Aufklärung fremder Staaten; der MAD hat hingegen im militärischen Bereich abwehrende Aufgaben, wie der Verfassungsschutz im zivilen Bereich.
Werden im Geltungsbereich des BND-Gesetzes Informationen einschließlich personenbezogener Daten erhoben, so richtet sich ihre Verarbeitung nach den datenschutzrechtlichen Vorgaben des BND-Gesetzes. Der BND darf die erforderlichen Informationen einschließlich personenbezogener Daten zum Eigenschutz, zur Sicherheitsüberprüfung seiner Mitarbeiter, zur Überprüfung der Nachrichtenzugänge sowie über Vorgänge im Ausland verarbeiten. Der BND sichert sich selbst und führt Spionageabwehr durch, sofern sich die Spionage gegen ihn richtet. Zur Erfüllung seiner Aufgaben darf er sich auch der Befugnisse nach § 8 Abs. 2 und § 9 des Bundesverfassungsschutzgesetzes bedienen. Dazu gehören nachrichtendienstliche Mittel, wie die Anwerbung und Führung von nachrichtendienstlichen Verbindungen, die technische Aufklärung (Fernmelde- und Elektronische Aufklärung), Observationen, Legendierungen und Tarnkennzeichen. Im Unterschied zu den Auslandsnachrichtendiensten einiger anderer Staaten hat der BND nach § 2 des BND-Gesetzes keine polizeilichen Exekutivbefugnisse, ist also z. B. nicht zur Durchführung von Festnahmen berechtigt. Zur Erfüllung seiner Aufgaben sammelt der BND auch Informationen aus offenen Quellen (Open Source Intelligence (OSINT)) wie Internet, Zeitungen, Rundfunk und Fernsehen, und wertet diese aus. Der BND wertet zudem Satellitenbilder und Luftbildfotografien aus.
Der BND unterrichtet das Bundeskanzleramt und die Bundesministerien im Rahmen ihrer Zuständigkeit über gewonnene Erkenntnisse. Diese Erkenntnisse erstrecken sich auf viele Themenbereiche: Politik, Wirtschaft, Militär, Wissenschaft und Technik. Der BND hat zudem die zentrale Lagebearbeitung für die Bundeswehr übernommen und unterstützt die Auslandseinsätze der Bundeswehr mit nachrichtendienstlichen Erkenntnissen. In Hintergrundgesprächen informieren Mitarbeiter des BND die Mitglieder des Deutschen Bundestags und nehmen an Sitzungen von Bundestagsausschüssen teil. Der BND erstellt rund 400 Berichte pro Monat und beantwortet etwa 750 Anfragen der Bundesregierung. Außerdem treffen sich Angehörige des BND mehr als 150 Mal pro Monat zu Briefings mit ihren Abnehmern, zum Beispiel aus Bundesministerien.
Die gewonnenen Informationen werden im BND ausgewertet, um Lagebilder und Berichte zu erstellen, die für die Lagebeurteilung und Entscheidungen der Bundesregierung von Bedeutung sind. Zu den Informationen, die von außen- und sicherheitspolitischer Bedeutung sind und daher vom BND gesammelt und ausgewertet werden, gehören auch solche über den internationalen Terrorismus, transnationale Organisierte Kriminalität, insbesondere auf den Gebieten Waffen- und Technologietransfers (Proliferation), Geldwäsche, Menschenhandel und Drogenschmuggel, sowie transnationaler Extremismus.
Im Forschungs- und Innovationsbereich, dem Forum innovative Technologien (FIT), betreibt der BND Forschung und Entwicklung unter anderem in den Bereichen Quantentechnologie, Big Data, Künstliche Intelligenz und Sensorik.
Der BND unterstützt seine Mitarbeiter, die Dienst in Ländern mit krisenhafter Entwicklung leisten, unter anderem durch psychologische Beratung. Ein Beauftragter des BND für besondere Krisenlagen koordiniert das Krisenmanagement, zum Beispiel bei einer Gefährdung deutscher Staatsangehöriger im Ausland. Im Führungs- und Informationszentrum (FIZ) wird rund um die Uhr und weltweit die Lage beobachtet, zudem werden die verschiedenen Berichtsformen des BND redaktionell fertig gestellt.

### Technische Aufklärung

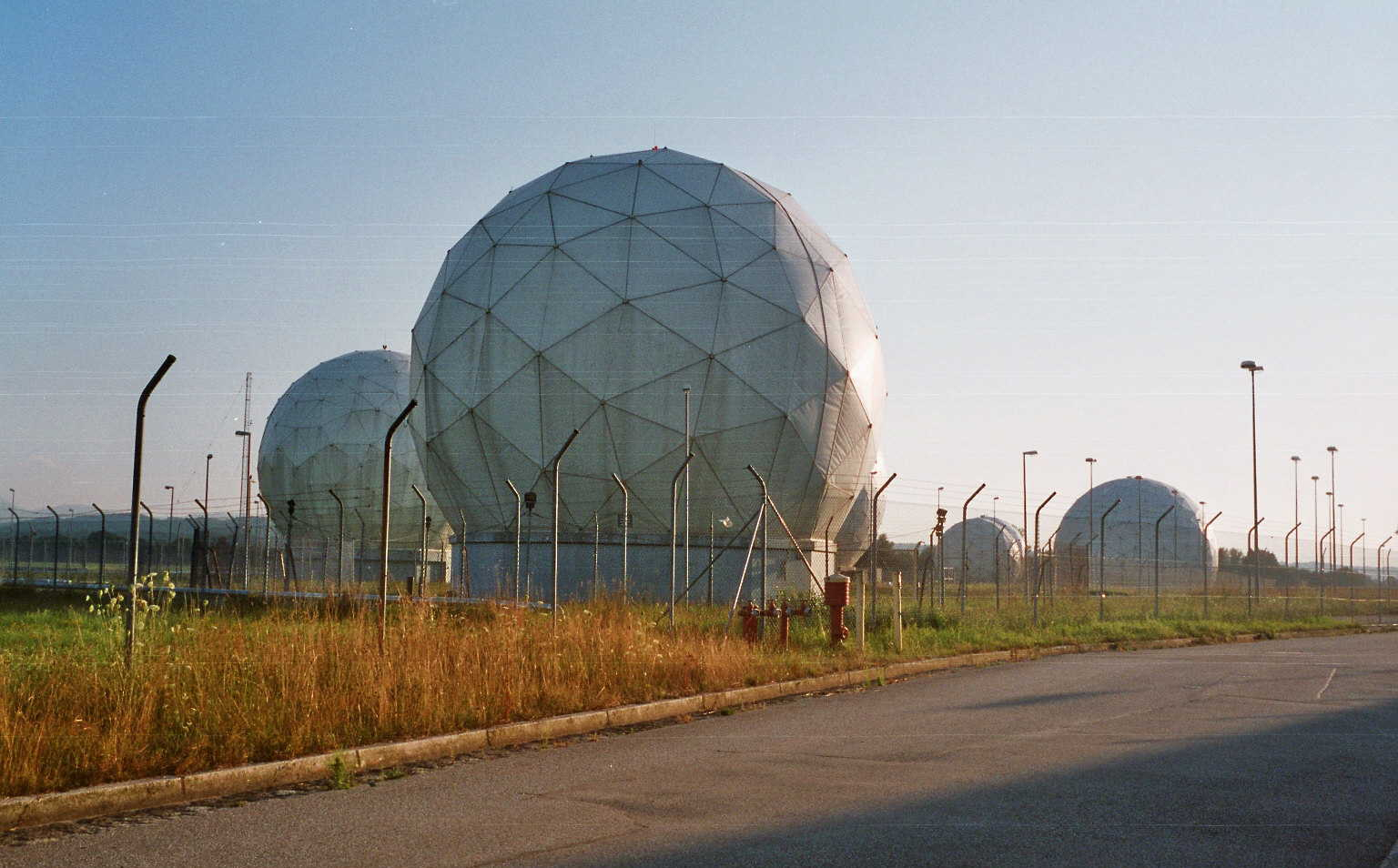
Radome der Fernmeldeverkehrstelle des Bundesnachrichtendiensts (BND-Deckname: Hortensie III, Kürzel: 3 D 30), hier im Sommer 2006 im Einsatz. Diese waren bis 2004 Teil der ehemaligen Bad Aibling Station, eine Einrichtung des US-amerikanischen Geheimdienstes NSA im Rahmen des weltweiten Spionagenetzes Echelon.

Der BND sammelt Informationen durch technische Aufklärung, insbesondere durch (strategische) Fernmeldeaufklärung (SIGINT). Dabei werden Erkenntnisse über das Ausland durch Filterung der internationalen Kommunikationsströme gewonnen. Der BND analysiert zudem Cyberbedrohungen und Abwehrmöglichkeiten gegen diese.
Die Beschränkungen der Grundrechte nach Artikel 10 Grundgesetz werden einerseits durch das Parlamentarische Kontrollgremium (§ 14 G 10) und andererseits durch die G-10-Kommission (§ 15 G 10) kontrolliert. Aufgrund des Urteils des Bundesverfassungsgerichts zur Ausland-Ausland-Fernmeldeaufklärung des Bundesnachrichtendienstes vom 19. Mai 2020 musste die Rechtsgrundlage für diese im BND-Gesetz bis Ende 2021 verfassungskonform überarbeitet werden. Für die Kontrolle der strategischen Ausland-Fernmeldeaufklärung (§ 6 ff. BNDG), bei der sich alle Kommunikationsteilnehmer im Ausland befinden, ist seit 2022 der Unabhängige Kontrollrat zuständig. Zuvor wurde sie Ausland-Ausland-Fernmeldeaufklärung genannt, deren Kontrolle dem Unabhängigen Gremium (§ 16 BNDG alter Fassung) oblag. Sofern ein Kommunikationsteilnehmer im Inland ist, spricht man von strategischer Fernmeldeaufklärung, die sich nach Artikel 10-Gesetz richtet und mit der sich die G 10-Kommission befasst.
Die Aufgabe der technischen Aufklärung lag bis 2022 bei der Abteilung Technische Aufklärung (TA; ehemals Abteilung 2). Die Abteilung TA war nach dem Umzug des BND nach Berlin am ehemaligen Hauptsitz in Pullach verblieben. Die Abteilung war seit Gründung des BND dessen größte Abteilung und gliederte sich als einzige BND-Abteilung in Unterabteilungen als zusätzliche Ebene. Die vier Unterabteilungen befanden sich an drei Standorten. Die Abteilung TA wurde durch die auswertenden Abteilungen, durch den Geschäftsbereich 2, gesteuert.
2022 kam die Technische Aufklärung bei der Überwachung der Kommunikation auf mehr als 150.000 Erfassungen pro Tag, aus denen über 250 Meldungen herausgearbeitet wurden. Zum täglichen nachrichtendienstlichen Aufkommen trug diese Abteilung etwa die Hälfte bei. Etwa 1500 Mitarbeiter arbeiteten 2013 in diesem Bereich.
2020 führte der BND drei Einzelmaßnahmen zur Beschränkung des Brief-, Post- und Fernmeldegeheimnisses nach § 3 G 10 durch, die ausschließlich den Bereich des Islamistischen Terrorismus betrafen. Für die strategische Fernmeldeaufklärung, die unter § 5 G 10 fällt, waren im Gefahrenbereich Internationaler Terrorismus 2020 im Jahresdurchschnitt 306 Suchbegriffe angeordnet, im Gefahrenbereich Proliferation und konventionelle Rüstung 273 und im Gefahrenbereich Illegale Schleusung 318. Aufgrund dessen wurden 360 Telekommunikationsverkehre erfasst, von denen sich 39 als nachrichtendienstlich relevant erwiesen. 2020 wurde wegen Gefahr für Leib oder Leben einer Person im Ausland gemäß § 8 G 10 nur ein Vorgang durchgeführt. In der Regel geht es in solchen Fällen um das Freikommen von entführten deutschen Staatsangehörigen im Ausland.

### Zusammenarbeit mit Innenbehörden
Der BND arbeitet im Rahmen der gesetzlichen Aufgaben, Befugnisse und Übermittlungsvorschriften mit anderen deutschen Behörden zusammen. Er ist am Gemeinsamen Terrorismusabwehrzentrum (GTAZ), am Gemeinsamen Internetzentrum (GIZ) am Gemeinsamen Extremismus- und Terrorismusabwehrzentrum (GETZ), am Gemeinsamen Analyse- und Strategiezentrum illegale Migration (GASIM) und am Nationalen Cyber-Abwehrzentrum beteiligt.

### Zusammenarbeit mit ausländischen Nachrichtendiensten
Der BND unterhält Kontakt zu etwa 450 Nachrichtendiensten in über 160 Staaten. Hinzu kommen enge Verbindungen zu Institutionen der Europäischen Union und der NATO. Ein Instrument der Kooperation sind die weltweiten Residenturen; rund 80 im Jahr 2022.
Nach der sogenannten Third Party Rule sind Informationen von ausländischen Nachrichtendiensten und über die Zusammenarbeit mit diesem der parlamentarischen Kontrolle grundsätzlich entzogen. Die Third Party Rule ist eine allgemein anerkannte Verhaltensregel unter den Nachrichtendiensten, nach der Informationen von ausländischen Diensten nicht ohne deren Zustimmung an Dritte weitergegeben werden dürfen. Dies betrifft jedoch nicht die Kontrolle durch die Exekutive, die nicht als dritte Partei angesehen wird, sowie keine strikt auf Geheimhaltung ausgerichtete und verpflichtete unabhängige Instanzen, die nicht in das Parlament und dessen politische Kommunikationszusammenhänge eingebunden sind (Unabhängiger Kontrollrat).
Das Bundesverfassungsgericht hat die Verfassungsmäßigkeit der Zusammenarbeit mit ausländischen Nachrichtendiensten anerkannt. Das Grundgesetz richtet die deutsche öffentliche Gewalt programmatisch auf die internationale Zusammenarbeit aus, auch für die Gewährleistung von Sicherheit. Eine möglichst effektive Zusammenarbeit mit den Sicherheitsbehörden anderer Staaten kann hierfür von besonderer Bedeutung sein; ebenso für die Wahrung der außen- und sicherheitspolitischen Interessen. Der BND darf Informationen an ausländische Nachrichtendienste weitergeben. Als weitere allgemein anerkannte Verhaltensregel unter den Nachrichtendiensten gilt das Prinzip Do ut des: Um Informationen zu erhalten, müssen auch eigene geteilt werden.
Während des Irakkriegs zogen die BND-Mitarbeiter der Residentur in Bagdad von der deutschen Botschaft in das französische Botschaftsgebäude um, in dem die Mitarbeiter des französischen Auslandsnachrichtendienstes DGSE untergebracht waren.
Von 1970 bis 1993 waren CIA und BND je zur Hälfte Eigentümer der Schweizer Crypto AG, die weltweit Verschlüsselungsgeräte verkaufte. Die Verschlüsselung war – bei Geräten für ausgesuchte Kunden – so verändert worden, dass damit diplomatische und militärische Fernmeldeverkehre von über 100 Staaten flächendeckend mitgelesen werden konnten. Die gemeinsame Operation wurde anfangs (beim BND) „Thesaurus“, später „Rubikon“ genannt.
Wie 2020 bekannt wurde, tauschte der BND seit 1976 mit den dänischen und niederländischen Nachrichtendiensten Informationen über Kryptoverfahren aus. Später kamen Schweden und Frankreich hinzu. Die Kooperation trägt die Bezeichnung Maximator nach dem gleichnamigen Starkbier der Brauerei Augustiner.
Unter anderem die National Security Agency arbeitet im Bereich der Fernmeldeaufklärung mit dem BND zusammen. Diese Zusammenarbeit wurde im Rahmen der sogenannten Globalen Überwachungs- und Spionageaffäre thematisiert. Die Kooperation soll auch innerhalb der ehemals amerikanischen BND-Außenstelle Bad Aibling erfolgen.
Im Zusammenhang mit dem russischen Überfall auf die Ukraine 2022 teilt der BND nachrichtendienstliche Informationen mit der Ukraine, die jedoch für die unmittelbare Zielplanung nicht geeignet sind. Das Kanzleramt erhielt vom BND Szenarien geliefert, wie sich Putin an Deutschland im Falle eines Alleingangs bei Panzerlieferungen rächen könnte, so z. B. Cyberattacken, Sabotageakte oder gar Nuklearangriffe.
Der Verratsfall Carsten L. Ende 2022 barg nach Ansicht von Experten die Gefahr, die Zusammenarbeit des BND mit westlichen Partnerdiensten zu beeinträchtigen. Carsten L. soll auf deren Informationen Zugriff gehabt und könnte diese möglicherweise in Teilen an Russland verraten haben. Zeitweise sollen etwa die Vereinigten Staaten und das Vereinigte Königreich weniger Informationen mit dem BND geteilt haben.

### Einsätze
Die erste für die Amerikaner wichtige Operation der Organisation war die Funkaufklärung der Luftstreitkräfte der Sowjetunion während der Berliner Luftbrücke. Zwischen 1948 und 1952 unterstützte die Organisation Gehlen eine Gruppierung in Polen (WIN), die sich für einen bewaffneten Umsturz des kommunistischen Regimes einzusetzen schien. 1952 wurde jedoch öffentlich, dass es sich hierbei um eine sowjetische Tarnorganisation handelte, welche mit dem Geld der „Organisation Gehlen“ aufgebaut worden war.
Insgesamt hatte die Organisation Gehlen in den frühen 1950er-Jahren zahlreiche Spione in die staatlichen Strukturen der Deutschen Demokratischen Republik (DDR) und anderer osteuropäischer Staaten eingeschleust, die aber weitgehend erfolglos agierten. Vor allem in der DDR starteten die gegnerischen Geheimdienste 1953 eine erfolgreiche Spionageabwehr-Kampagne; zahlreiche Agenten wurden enttarnt, verhaftet und verurteilt. Laut Ergebnissen der damaligen Bundesbeauftragten für die Stasi-Unterlagen waren etwa 90 Prozent aller damaligen Ost-Quellen des BND vom Ministerium für Staatssicherheit geführt worden und damit Doppelagenten gewesen.
Wie aus einer Antwort der Bundesregierung auf eine Anfrage der Bundestagslinksfraktion hervorgeht, haben der BND und seine Vorläuferorganisation Gehlen zwischen 1946 und April 1990 „zu Funktions- und Mandatsträgern des Staats- und Parteiapparates der sowjetischen Besatzungszone und später der DDR zu circa 26.000 Personen Informationen erhoben.“ Über die geplante Abriegelung der Berliner Sektorengrenzen war der BND  informiert. Diese Abriegelung ging dem Bau der Berliner Mauer voraus.
Ab 1981 war der BND im Rahmen der „Operation Sommerregen“ zum Zwecke der Beschaffung von Informationen über die Ausrüstung der Roten Armee im Krieg in Afghanistan im Einsatz.
Von 1990 bis 1996 führte der BND zusammen mit der US-amerikanischen Defense Intelligence Agency (DIA) die Operation Giraffe durch, bei der neueste sowjetische Wehrtechnik beschafft und analysiert sowie neue Perspektivagenten in den sowjetischen bzw. russischen Streitkräften gewonnen wurden.
Die Aktivitäten des BND unterliegen im Allgemeinen der Geheimhaltung; daher ist darüber seit 1956 recht wenig bekannt. So soll – laut Medienberichten – der BND seit 1996 ausländische Agenten im Hamburger Islamisten-Milieu angeworben haben. Dies könnte möglicherweise, so wird gemutmaßt, der eigentliche Hintergrund für die Weigerung ausländischer Geheimdienste befreundeter Staaten gewesen sein, im Hamburger Prozess gegen den marokkanischen Studenten Mounir al-Motassadeq, Informationen an den BND bzw. an die bundesdeutschen Gerichte weiterzugeben. Mounir al-Motassadeq wurde der Unterstützung der Anschläge in den Vereinigten Staaten vom „11. September“ verdächtigt und vom Hanseatischen Oberlandesgericht Hamburg zu 15 Jahren Haft verurteilt. In dieser Sache wirkte der BND bei der Aufklärung der saudischen Kontaktpersonen Motassadeqs mit.
Ende 2007 erwarb der BND von Heinrich Kieber, einem ehemaligen Mitarbeiter der Liechtensteiner LGT Bank für 5 Millionen Euro eine DVD mit den Kundendaten von Personen, die Vermögen in Liechtenstein mit dem Ziel der Steuerhinterziehung angelegt hatten. Er leitete sie im Wege der Amtshilfe an die Steuerfahndung Wuppertal weiter, die daraufhin gemeinsam mit der Staatsanwaltschaft Bochum Ermittlungen gegen mehrere hundert Verdächtige einleitete (Steueraffäre in Deutschland 2008). Am 14. Februar 2008 wurde eine Razzia gegen den damaligen Vorstandsvorsitzenden der Deutschen Post AG, Klaus Zumwinkel, wegen Verdachtes der Hinterziehung von Steuern in Millionenhöhe durchgeführt, die bereits am folgenden Tag zu Zumwinkels Rücktritt führte. In der Folgezeit erfolgten weitere Durchsuchungen in mehreren deutschen Großstädten.
Seit Mitte der 1990er Jahre verhandelte der BND-Agent Gerhard Conrad über mehrere Gefangenenaustausche zwischen Israel und der Hisbollah, die 1996, 2004 und 2008 umgesetzt werden konnten. 2004 war daran auch der damalige Nachrichtendienstkoordinator im Bundeskanzleramt und spätere BND-Präsident Ernst Uhrlau beteiligt. Conrad, der fließend Arabisch, Französisch und Englisch spricht, war jahrelang BND-Resident in Syrien, Beirut und Jerusalem, und wirkte anschließend auch als Vermittler im 2011 realisierten Gefangenenaustausch zwischen Israel und der Hamas im Fall Gilad Schalit.

### Auftragserfüllung
Über Erfolge wird bei Nachrichtendiensten, im Gegensatz zu Affären und Skandalen, in der Regel wenig bekannt. Ein Beispiel für einen BND-Erfolg ist die Kuba-Krise. Der BND hatte 1962 als erster westlicher Nachrichtendienst Erkenntnisse über die Stationierung von sowjetischen Mittelstreckenraketen auf der Karibikinsel und gab diese an die Vereinigten Staaten weiter.
Hingegen wurde über eine falsche Lagebeurteilung des BND während des Vormarsches der Taliban in Afghanistan 2021 berichtet. So hatte der BND laut einer WDR-Doku noch am 13. August 2021 und damit zwei Tage vor dem Fall Kabuls die Lage so eingeschätzt, dass die Taliban an einer militärischen Einnahme Kabuls kein Interesse hätten und die Machtübernahme vor dem 11. September 2021 (dem spätesten geplanten Abzugsdatum der US-Streitkräfte) unwahrscheinlich sei.
Der BND hatte sich im Kalten Krieg ein international gutes Ansehen im Bereich der Fernmelde- und elektronischen Aufklärung erworben, insbesondere nach massiven Investitionen in Erfassungstechnik unter dem damaligen Bundeskanzler Helmut Schmidt.
Zur Auftragserfüllung nutzt der BND weder Romeo-Agenten, noch erpresst er Quellen mit Kompromaten.

## Struktur

### Bereiche
Der BND gliedert sich mindestens seit Anfang 2023 in sechs Bereiche, die einer funktionalen Logik folgen:
- Auswertung (Bereichsleiter: Andreas Fahrner)[44]
- Beschaffung (Bereichsleiter: Brigadegeneral Joachim Smola)
- Nachrichtendienstliche Fähigkeiten
- IT-Unterstützung
- Zentrale Unterstützungsaufgaben
- Innovative Technologien, Forschung und Ausbildung

Unterhalb der Bereiche gibt es mehr als 30 Direktorate und ein Regionalprinzip, unter anderem mit einem sogenannten Russland- und einem Chinahaus, worunter die räumliche Zusammenlegung in Gebäudeteilen verstanden wird. Darunter gibt es Referate und Sachgebiete. Das durch den Verratsfall Carsten L. bekannt gewordene Referat Personelle Sicherheit hat beispielsweise die Bezeichnung U 4 B.
Dem Vizepräsidenten für zentrale Aufgaben ist die Verantwortung für die Bereiche Auswertung und Beschaffung zugeordnet.

### Alte Abteilungsstruktur bis 2022
Bis 2022 gliederte sich der BND in elf Abteilungen. Den drei Vizepräsidenten war dabei die Verantwortung für einzelne Abteilungen zugeordnet:
- Zentralabteilung (ZY)
- Innerer Dienst (ID)
- Eigensicherung (SI)
- Informationstechnik (IT)
- Umzug (UM)
- Regionale Auswertung und Beschaffung A (LA)
- Regionale Auswertung und Beschaffung B (LB)
- Internationaler Terrorismus und Organisierte Kriminalität (TE)
- Proliferation, Waffenhandel, ABC-Waffen, Wehrtechnik (TW)
- Abteilung Gesamtlage/FIZ und Unterstützende Fachdienste (GU)
- Technische Aufklärung (TA)

### Standorte
Der Hauptsitz des BND ist seit Anfang 2019 in Berlin-Mitte. Weitere Hauptstandorte sind in Berlin-Lichterfelde und in Pullach bei München. Darüber hinaus verfügt der BND über andere, teils geheime Dienststellen in Deutschland sowie im Ausland, darunter rund 80 Residenturen.

#### Berlin-Mitte (Zentrale)

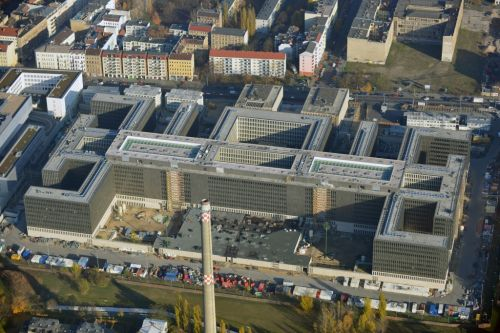
Zentrale des BND in Berlin-Mitte

Die zentrale BND-Dienststelle befindet sich in der Chausseestraße 96–99A im Berliner Bezirk Mitte. Der Gebäudekomplex wurde von 2006 bis 2018 auf dem Gelände der ehemaligen Maikäferkaserne und des ehemaligen Stadions der Weltjugend erbaut. Das mittig liegende Hauptgebäude mit zwei Torhäusern stammt vom Architekturbüro Kleihues + Kleihues, das Nordgebäude von Hilmer Sattler Architekten Ahlers Albrecht und das Südgebäude vom Architekturbüro Lehmann. In der Nordbebauung ist die Technik- und Logistikzentrale der BND-Zentrale untergebracht, in der Südbebauung befindet sich das Zentrum für Nachrichtendienstliche Aus- und Fortbildung sowie das Besucherzentrum des BND. In der Berliner Zentrale arbeiten rund 4000 Mitarbeiter, darunter auch die Leitung des BND. Der Umzug erfolgte zwischen Sommer und November 2018 in mehreren Abschnitten.

#### Zentrum Technische Aufklärung in Pullach

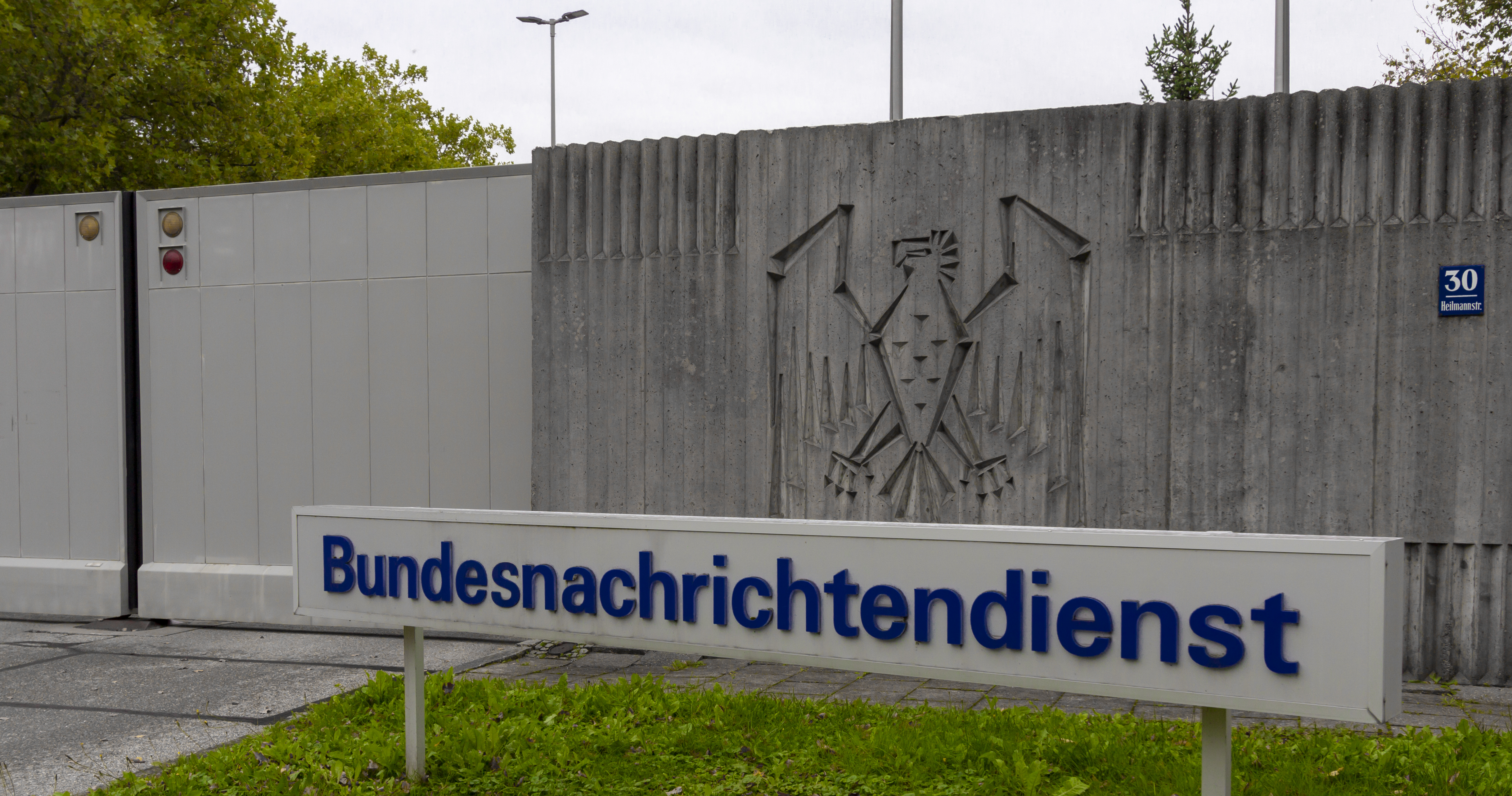
Haupttor zum BND-Gelände in Pullach

Von der Gründung des BND am 1. April 1956 bis zur offiziellen Eröffnung der Berliner Zentrale am 8. Februar 2019 hatte der BND seinen Hauptsitz an der Heilmannstraße in Pullach südlich von München. Bereits am 6. Dezember 1947 hatte der BND-Vorläufer Organisation Gehlen das Gelände bezogen. Der BND bezeichnet den Standort Pullach heute als „Zentrum Technische Aufklärung“. Die etwa tausend Dienstposten in Pullach gehörten hauptsächlich zur Abteilung Technische Aufklärung (TA).

#### Ehemalige Gardeschützenkaserne in Berlin-Lichterfelde

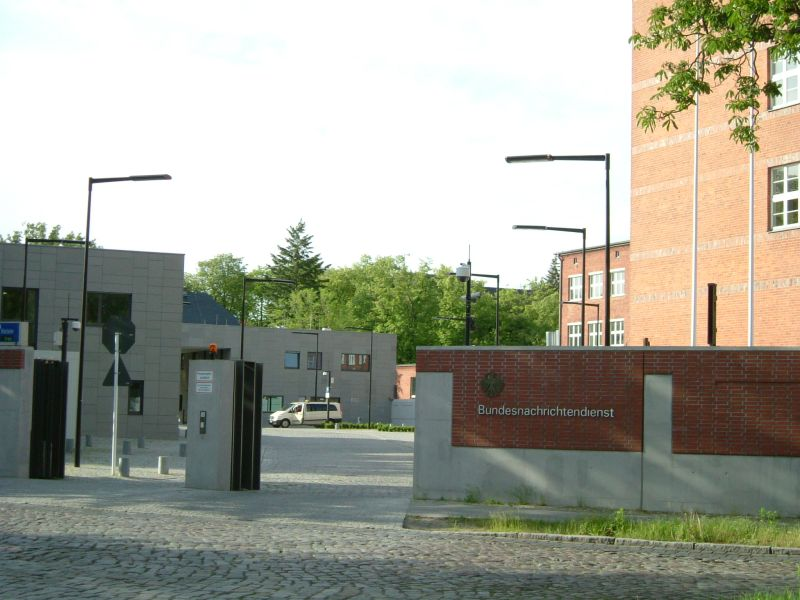
Eingang des BND-Geländes in Berlin-Lichterfelde

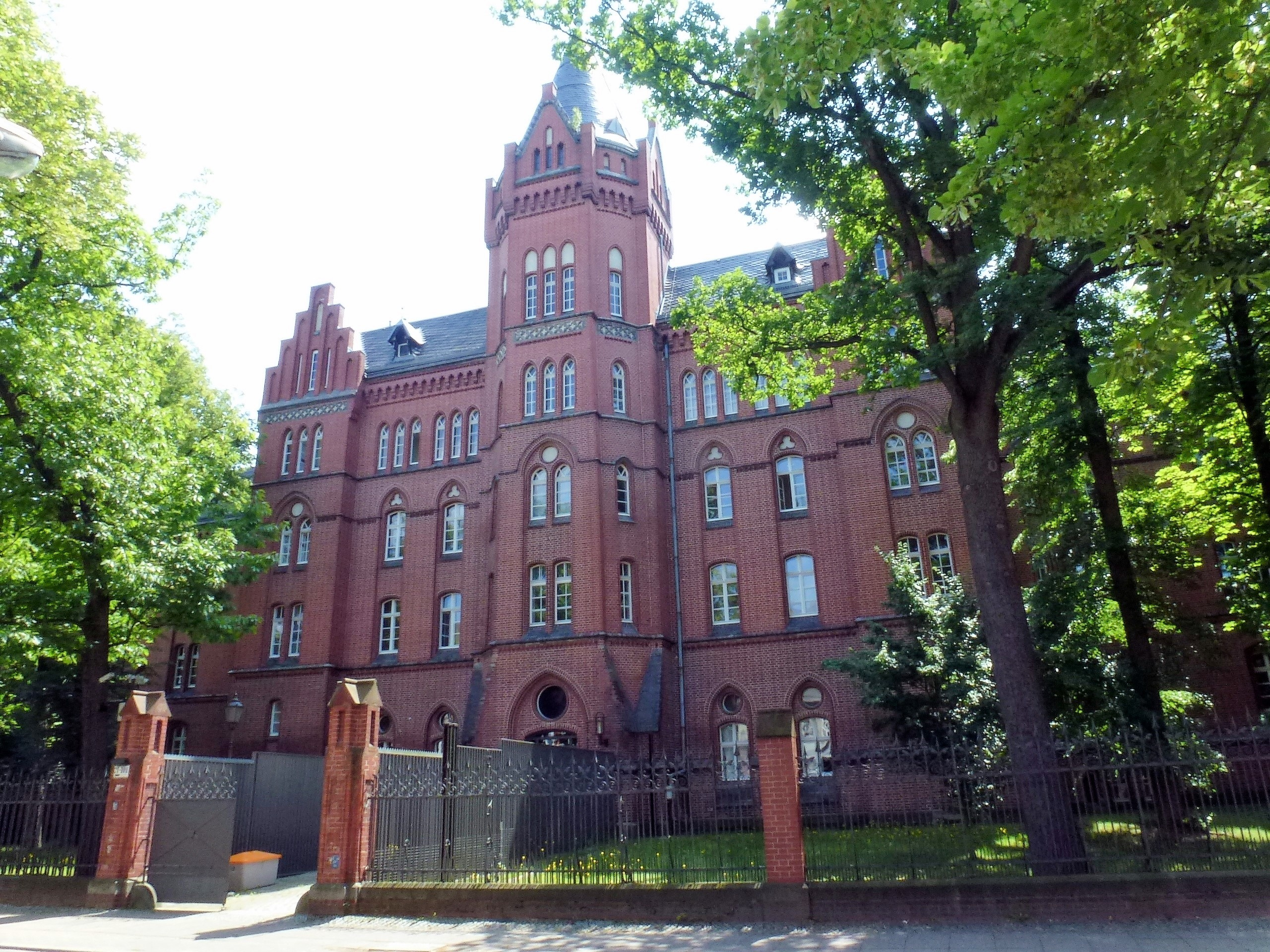
Gardeschützenkaserne

Die Liegenschaft der ehemaligen Gardeschützenkaserne in Berlin-Lichterfelde zählt neben der Zentrale an der Berliner Chausseestraße und dem Gelände in Pullach zu den drei Hauptstandorten des Dienstes. Seit September 2003 arbeiteten über 1000 Mitarbeiter dort (Lage: 52° 26′ 43,8″ N, 13° 18′ 16,6″ O). Saniert wurde die 1881 erbaute Kaserne, die im Kalten Krieg als Roosevelt-Kaserne der Unterbringung der Berlin Brigade der Streitkräfte der Vereinigten Staaten in Berlin diente. Außerdem wurde ein dreigeschossiges Lage- und Informationszentrum hinzugebaut. Ursprünglich sollte der Standort in Lichterfelde nach der Eröffnung der Zentrale in der Chausseestraße aufgegeben werden. Der Bezirk plante bereits eine kulturelle und soziale Nachnutzung. Da die BND-Zentrale dem zukünftigen Platzbedarf des Dienstes jedoch nicht gerecht wird, soll die Liegenschaft in Lichterfelde vom BND auf Dauer genutzt werden.

#### Weitere Außenstellen
Der BND unterhält folgende weitere Außenstellen, die am 6. Juni 2014 im Rahmen einer „Transparenzoffensive“ offiziell bestätigt wurden:
- BND-Außenstelle Bad Aibling
- BND-Außenstelle Gablingen
- BND-Außenstelle Rheinhausen
- BND-Außenstelle Schöningen
- Starnberg-Söcking
- Gauting, Gemeindeteil Stockdorf (Lage: 48° 5′ 26″ N, 11° 24′ 46″ O)

Darüber hinaus bestehen Außenstellen im Großraum Köln/Bonn bzw. im Raum Bonn, im Landkreis Traunstein und im Raum Brück.

#### Tarnbezeichnungen
Die Bundesregierung hat bestätigt, dass der BND in der Vergangenheit unter der Bezeichnung „Amt für Auslandsfragen“ (AfA) gegenüber Dritten aufgetreten ist. Eine weitere Legende war Studiengesellschaft zur Förderung wissenschaftlicher Arbeiten m.b.H.

#### Weiterhin getarnte Dienststellen (Deutschland)

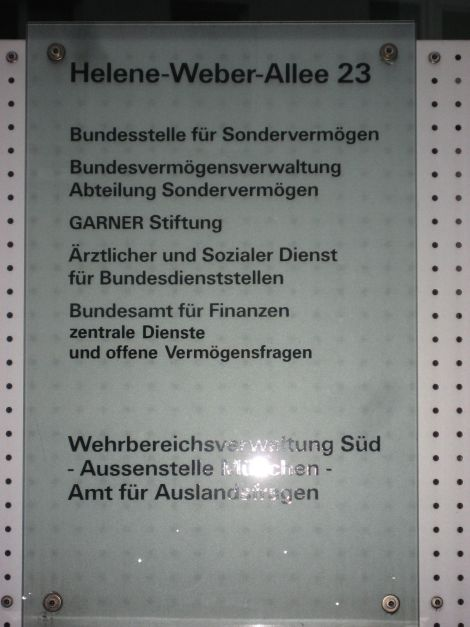
Getarnte Dienststellennamen des BND, Helene-Weber-Allee 23, München

Hauptstelle für Befragungswesen (HBW)/Zentralstelle für Befragungswesen: In 13 der zentralen Aufnahmelager der Bundesrepublik wurden alle Flüchtlinge und Asylbewerber über Gegebenheiten in ihren Heimatländern befragt, gelegentlich auch als Quellen (Spione) angeworben. Die 1958 gegründete Hauptstelle für Befragungswesen wurde häufig als „interne Kontrolleinrichtung des Bundesamtes für Ausländerfragen“ getarnt. Bei der Hauptstelle für Befragungswesen waren im Jahre 2012 52 Personen beschäftigt.
- Berlin, Hohenzollerndamm 150[64]
- Friedland (Kreis Göttingen) „Gewölbe“
- Gießen
- Hannover
- Mainz
- Nürnberg „Burg-Zinne“
- Zirndorf

Amt für Militärkunde: Dienststelle, zu der Bundeswehrangehörige offiziell versetzt werden, wenn sie für den BND arbeiten. Das AMK ist als Tarnung zu sehen.
- Bonn („Wissenschaftlicher Fachbereich“). Hier werden mit Hochleistungscomputern, z. B. Cray, Verschlüsselungen entwickelt und gebrochen. So war das Amt für Militärkunde bei der Cray User Group Konferenz 2006 vertreten.[66] Es findet auch Amtshilfe für andere Behörden statt. Eine Dienststelle des Bundesamtes für Sicherheit in der Informationstechnik (BSI) befindet sich auf demselben Gelände in Bonn-Mehlem wie das AMK.

- Pullach

Studienstelle für Auslandsfragen
- München
  - Koordinierungsstelle für Wehrtechnik[67]
  - Observationskommando zur Überwachung eigener Mitarbeiter „QB 30“ bzw. „QC30“.[68] Das Observationskommando befand sich bis 1997 in der Schubertstraße 12 in München. Seitdem befindet sich das Observationskommando unter der Bezeichnung „Technische Revisionsstelle der Bundesverkehrsverwaltung“ an der Dachauer Straße 128 als Untermieter des MAD.[69]

- Berlin

Bundesstelle für Fernmeldestatistik: Der BND betreibt unter diesem Tarnnamen mehrere Abhörstationen in Deutschland, mit denen Nachrichtenverkehr erfasst werden kann.
- Standorte siehe hier

Institut für Nachrichtentechnik
- Haar „Weberei“ – Schule des BND an der Wasserburger Str. 43–47 (zum 14. Januar 2019 aufgegeben)[70][71]

#### Sonstige Dienststellen
- Das Betreuungswerk der Liegenschaftsverwaltung Pullach e. V. ist ein Sozialwerk im Bereich einer Behörde des Bundes mit Zuständigkeitsbereich Bundesnachrichtendienst. Im Jahr 2012 gab der Bund für dieses Sozialwerk insgesamt 41.530 Euro aus. Im gleichen Jahr waren zwei Behördenbeschäftigte für die Arbeit im Sozialwerk zu 50 Prozent der regelmäßigen Arbeitszeit freigestellt.[72]
- Amt für Schadensabwicklung[73]
- Zeman Flugtechnik und Logistik München GmbH (Flughafen München): Die Firma ist der offizielle Betreiber des Dienstflugzeugs des BND-Präsidenten (Kennzeichen D-AZEM), das am General Aviation Terminal des Münchener Flughafens stationiert ist[74]
- LCAS Logistics-Coordination & Assessment Service Hohenstein & Hagen GmbH (Priština, Kosovo; Ottobrunn).[75] Die Gesellschaft wurde im Februar 2009 aufgelöst.[76]
- BVOE-Management (München)[77]
- Thiele und Friedrichs (München) für Zahlungen an den Informanten Rafid al-J., Deckname Curveball, welcher behauptete, der Irak sei im Besitz von Massenvernichtungswaffen, und dadurch den Vereinigten Staaten einen Kriegsgrund lieferte.[78]
- BND-Abteilung Verbindungsstelle 61 (Mainz): Die Aufgabe dieser Abteilung ist z. B. der Kontakt zur CIA-Außenstelle in Wiesbaden. Gegen den Leiter der Abteilung wurde 2013 wegen des Verdachts der Bildung einer bewaffneten Gruppe und des Verstoßes gegen das Waffengesetz ermittelt. Die Ermittlungen wurden noch im selben Jahr mangels hinreichenden Tatverdachts eingestellt, der Betroffene gilt als unschuldig.[79]
- Dienststelle 49F (vormals inoffiziell Dienststelle BDU oder Bund der Unfähigen) für teildienstunfähige Mitarbeiter des BND. In diese Dienststelle wurden Beamte aufgrund gesundheitlicher Gründe und damit einhergehendem Verlust der Sicherheitsbescheide oder -unbedenklichkeitsbescheinigungen bis zum Ruhestand versetzt.[80]
- Zentralstelle für das Chiffrierwesen (ZfCh): Ehemalige Dienststelle des BND in Bonn-Mehlem. Diese war für Fernmelde-, Abstrahl- und ab den 1980er Jahren auch Computersicherheit in der gesamten Bundesverwaltung zuständig. Sie entwickelte ab den 1950er Jahren Verschlüsselungsgeräte und -algorithmen. Die Dienststelle war auch seit den 1950er Jahren für Entzifferung von chiffrierter Kommunikation verantwortlich und wirkte an der Operation Rubikon des BND und der Central Intelligence Agency mit. Die ZfCh wurde 1989 in Zentralstelle für Sicherheit in der Informationstechnik (ZSI) umbenannt. Mit Gründung des Bundesamtes für Sicherheit in der Informationstechnik wechselte ein Teil der Mitarbeiter der ZfCh vom BND in den Geschäftsbereich des damaligen Bundesministeriums des Innern.[81][82][83]

#### Schutz
Zum Schutz der Liegenschaften führt der BND eine eigene dreijährige Berufsausbildung zur Fachkraft für Schutz und Sicherheit durch. Zudem sind 15 Diensthunde mit Stand 2025 zur Begleitung der Bereichsschutzkräfte im Einsatz, die auch zum Personalmarketing als Dogs of BND auf dem Instagram-Kanal bndkarriere gezeigt werden. Private Hunde sind hingegen in den BND-Liegenschaften grundsätzlich nicht erlaubt.

### Beschäftigte
Der BND beschäftigt etwa 6500 Mitarbeiter in 450 Berufsprofilen. Von mehr als 7600 bewilligten Stellen waren Ende 2022 mehr als 1000 unbesetzt. Die größte Statusgruppe bilden die Arbeitnehmer im öffentlichen Dienst mit rund 3600 Personen, gefolgt von den Beamten mit etwa 2150 Personen. Rund 750 Angehörige des BND sind Soldaten (Unteroffiziere mit Portepee und Offiziere; sowohl in der Laufbahn des Truppendienstes als auch des militärfachlichen Dienstes), die vorübergehend oder dauerhaft im BND eingesetzt werden (sogenannte Zeit- bzw. Dauerverwender). Die Bundeswehr versetzt sie offiziell zum Amt für Militärkunde (AMK). Etwa 1250 Personen gehören der Laufbahngruppe des höheren Dienstes an, etwa 2250 des gehobenen Dienstes, etwa 2750 des mittleren Dienstes und etwa 200 des einfachen Dienstes (bzw. vergleichbar eingruppierte Arbeitnehmer/besoldete Soldaten). 2022 waren 16 Prozent der Dienstposten unbesetzt. Langjährige Beschäftigte erhalten beim Verlassen des BND die Sankt-Georgs-Medaille. Die Ausübung des Rechtes zur Ernennung und Entlassung der Beamten des Bundes des einfachen, mittleren und gehobenen Dienstes ist dem Präsidenten des BND für seinen Geschäftsbereich übertragen (BNDErnAnO).
Von den etwa 6500 Mitarbeitern sind etwa 4200 männlich und 2300 weiblich (35 Prozent). 20 Prozent der Bereichsleitungen sind mit Frauen besetzt, bei den über 30 Direktoratsleitungen sind es etwas über 20 Prozent. Etwas unter 30 Prozent der Beschäftigten im höheren Dienst sind Frauen.
Der BND bildet Teile seiner Mitarbeiter für den mittleren und gehobenen Dienst in eigenen Laufbahnausbildungen aus. Für den gehobenen Dienst findet das Grundstudium an der Hochschule des Bundes für öffentliche Verwaltung (HS Bund) statt. Teile der Ausbildungen finden am gemeinsam mit dem BfV in der Südbebauung der BND-Zentrale betriebenen Zentrum für Nachrichtendienstliche Aus- und Fortbildung (ZNAF) statt. Ein Teil der Nachwuchsführungskräfte für den höheren Dienst wird im Studiengang Master in Intelligence and Security Studies ausgebildet, der gemeinsam mit der Universität der Bundeswehr München, der HS Bund und dem ZNAF durchgeführt wird. Darüber hinaus bietet der BND Stipendien für ein Masterstudium der Informatik oder Cyber Security an der Universität der Bundeswehr München. Mit einer gemeinsam mit der Bundeswehr eingerichteten Laufbahnausbildung bildet der BND Personal der Fernmelde- und elektronischen Aufklärung für den mittleren Dienst aus.
Seit 1999, als die erste Stellenanzeige veröffentlicht wurde, können sich Interessenten für eine Tätigkeit im BND bewerben. Zuvor konnte man nur auf Initiative des BND dort tätig werden, indem beispielsweise ein geeigneter Kandidat empfohlen wurde.

## Geschichte

### Vorgeschichte

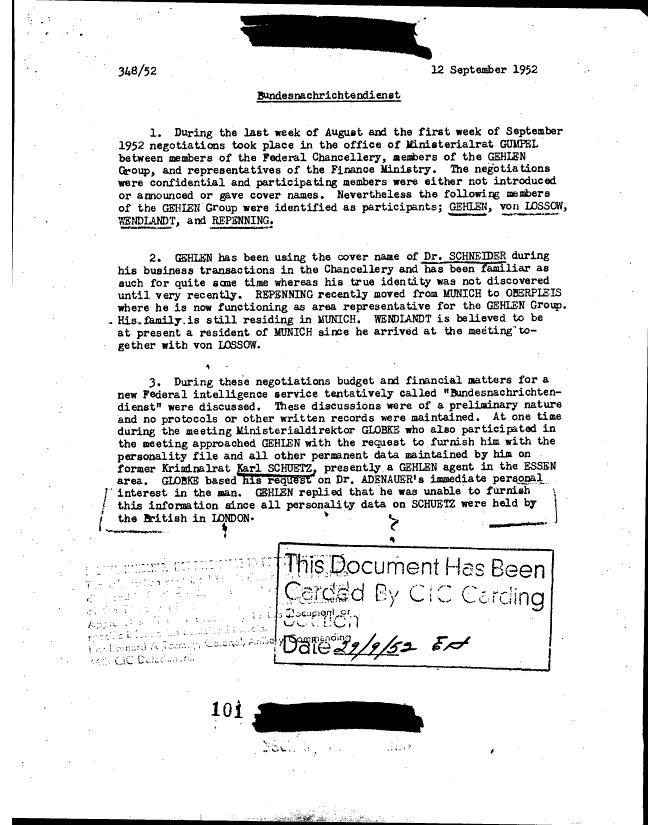
CIA-Bericht von 1952 über die Gründungsgespräche des BND

Vorläufer des BND war die Organisation Gehlen, welche nach ihrem langjährigen Leiter, dem ehemaligen Generalmajor der Wehrmacht und Leiter der Abteilung Fremde Heere Ost (FHO) Reinhard Gehlen, bezeichnet wurde. Bis 1945 waren in Deutschland auch die Abwehr des Reichswehrministeriums und das Amt Ausland/Abwehr im Oberkommando der Wehrmacht (OKW) für Deutschland nachrichtendienstlich tätig.
Im frühen BND und seinem Vorläufer, der Organisation Gehlen, arbeiteten zahlreiche NS-Täter, die teilweise gezielt rekrutiert wurden. Unter anderem waren dies der ehemalige Gestapo-Chef in Lyon Klaus Barbie, der ehemalige Leiter der Geheimen Feldpolizei Wilhelm Krichbaum, der ehemalige Leiter des „Judenreferats“ des Auswärtigen Amtes Franz Rademacher, der Erfinder der mobilen Gaswagen Walther Rauff, der ehemalige Offizier im Einsatzkommando 9 der Einsatzgruppe B Konrad Fiebig sowie der ehemalige Chef des Vorkommandos Moskau der Einsatzgruppe B Franz Alfred Six tätig. Insgesamt waren 33 ehemalige Angehörige von Einsatzgruppen im BND tätig.
Der KGB (Geheimdienst der Sowjetunion) nutzte die Verstrickungen von Heinz Felfe in NS-Verbrechen, um ihn zu erpressen und ihn anzuwerben, bevor er 1951 in die Organisation Gehlen eintrat. Mit seinem Eintritt hatte der KGB einen Maulwurf im späteren BND. Felfe flog 1961 nach einem Hinweis der CIA auf.
Bereits 1951 begann die Diskussion über die Einrichtung eines oder mehrerer Nachrichtendienste auf Bundesebene. Laut einem Bericht der CIA wurde der Name Bundesnachrichtendienst erstmals im August und September 1952 bei Gesprächen im Kanzleramt verwendet. An den geheimen Gründungsgesprächen, die im Büro des damaligen Ministerialrates Karl Gumbel stattfanden, nahmen neben Hans Globke und Reinhard Gehlen auch Gehlens Mitarbeiter Hans von Lossow, Horst Wendland und Werner Repenning teil. Mit dem Deutschlandvertrag vom 26. Mai 1952 erhielt die damalige Bundesrepublik Deutschland die Zustimmung der Westalliierten, einen eigenen Auslandsnachrichtendienst zu haben.
Bei der Frage, ob der BND durch Bundesgesetz zu errichten sei oder ob ein Organisationserlass genüge, argumentierte Globke, ein Gesetz sei nicht notwendig, weil dem BND keine Hoheitsbefugnisse übertragen werden sollen. Im Folgenden stützte sich das Bundeskanzleramt in seiner Argumentation auf eine Dissertation von Johannes Erasmus. Dieser war hauptamtlicher Mitarbeiter der Organisation Gehlen und die Dissertation war eine Auftragsarbeit, in der Erasmus die Rechtslage beschrieb, wie Gehlen sie sich wünschte.
Durch die John-Affäre wurde die Übernahme der Organisation in den Bundesdienst um etwa ein Jahr verzögert. Am 11. Juli 1955 wurde dem Kabinett Adenauer II der Organisationserlass zur Errichtung des BND vorgelegt. Am 20. Dezember 1955 gab das Vertrauensmänner-Gremium, der Vorläufer des Parlamentarischen Kontrollgremiums, seine Zustimmung zur BND-Errichtung. Grundlage für die Übernahme war ein Gutachten des Bundesbeauftragten für Wirtschaftlichkeit in der Bundesverwaltung, in Personalunion Präsident des Bundesrechnungshofes. Das Gutachten entstand in enger Zusammenarbeit mit der Organisation Gehlen, vermittelte nach außen jedoch den Eindruck eines unabhängigen Expertenberichts.

### Gründung BND bis Wiedervereinigung
Am 1. April 1956 (dem Beginn des Rechnungsjahres 1956) wurde die mehrere tausend Mitarbeiter zählende Organisation Gehlen mit ihrem Leiter offiziell in den Dienst der Bundesrepublik Deutschland übernommen und erhielt den Namen Bundesnachrichtendienst. Erst am 23. Oktober 1956 wurden die obersten Bundesbehörden sowie die Ministerpräsidenten der Länder offiziell über die Errichtung des BND informiert. Das Schreiben galt vielen Mitarbeitern als eigentliche Geburtsstunde des Dienstes. Dass der BND für die militärische Auslandsaufklärung zuständig wurde, war auch der eingeschränkten Souveränität Deutschlands geschuldet. Den deutschen Streitkräften war ein Militärnachrichtendienst verboten.
Die Stellung des BND innerhalb der Bundesverwaltung war in den Anfangsjahren unklar. Der Dienst hatte anfangs einen Status „sui generis“. Er war weder Oberste noch Obere Bundesbehörde und gemäß Organisationserlass dem Bundeskanzleramt nicht nachgeordnet, sondern angegliedert. In der Praxis nahm der BND sowohl ministerielle als auch oberbehördliche Aufgaben wahr. Das Bundeskanzleramt übte kaum Dienstaufsicht aus. Diese Sonderstellung beruhte zum Teil auf der deutschen Tradition seit dem Deutschen Kaiserreich, die Nachrichtendienste als Teil des Generalstabs verstand, den Vorstellungen der amerikanischen und britischen Besatzungsmacht, bei denen Nachrichtendienste Regierungsdienststellen waren, und den Einschränkungen, denen die junge Bundesrepublik auf militärischem Gebiet unterworfen war. Mit Schreiben des Bundeskanzlers vom 27. September 1963 wurde die Angliederung des BND an das Bundeskanzleramt in eine Unterstellung geändert, um eine stärkere politische Kontrolle auszuüben.
BND-Chef Gehlen fürchtete, dass Gesamtdeutschland durch ein Wahlbündnis von Sozialdemokraten und Rechtskonservativen unter sowjetischen Einfluss geriete. Deshalb hatte er der CIA 1956 und erneut im Spätherbst 1959 für diesen Fall die Bildung einer gemeinsamen Schattenregierung vorgeschlagen und unter Abstützung auf Strukturen der Stay-behind-Organisation staatsstreichähnliche Pläne verfolgt. Die tatsächliche politische Entwicklung, eine Vertiefung der Westbindung der Bundesrepublik, machte die ansatzweisen Vorkehrungen des BND-Präsidenten jedoch obsolet.
Aufklärungsschwerpunkt des BND war bis 1990 die DDR. Anfangs hatte der BND bzw. die Organisation Gehlen rund 1000 Quellen in der DDR. Bis 1968 reduzierten sich diese jedoch auf nicht mal 20. Gründe waren unter anderem der Mauerbau, die erfolgreiche Spionageabwehr des Ministeriums für Staatssicherheit (MfS) der DDR und die Führung von Innenquellen im BND. Allein in der Aktion Feuerwerk verhaftete die DDR 218 mutmaßliche Westspione, die in den sogenannten Gehlen-Prozessen abgeurteilt wurden. Dem Ministerium für Staatssicherheit der DDR war es gelungen, mit Alfred Spuhler und Gabriele Gast langjährige und ergiebige Innenquellen im BND zu etablieren, die erst nach der Wende enttarnt wurden. Zudem führte der KGB die Innenquelle Heinz Felfe, bis dieser 1961 verhaftet wurde.
Von 1982 bis 1993 war der Journalist Wilhelm Dietl für den BND als nachrichtendienstliche Verbindung tätig.
Für den Fall eines Krieges gegen die Sowjetunion und ihre Verbündete war bereits in der Organisation Gehlen die Unterstellung unter die CIA vorgesehen. Da der BND von einer Besetzung Westdeutschlands durch den Ostblock ausging, war eine Verlegung operativ nicht besonders getarnter Dienststellen in ein westeuropäisches Land vorgesehen. Von dort sollten aufklärende Agenten in der DDR und der Bundesrepublik sowie Kräfte der Stay-Behind-Organisation geführt werden. Dafür vorgesehen war die Einrichtung Zobel im zentralspanischen Manzanares, die spätestens 1959 einsatzbereit war. Zu diesem Zeitpunkt wurde die mobile, zuvor in Idar-Oberstein angesiedelte Funkeinrichtung Leitstelle Alpina dorthin verlegt. Die Versorgung des Exil-BND sollte von den Streitkräften der Vereinigten Staaten übernommen werden. Im Verteidigungsfall hätte sich der in seinen Anfangsjahren ohnehin stark auf die militärische Aufklärung ausgerichtete BND noch stärker auf dieses Themenfeld konzentriert. Verbindungsoffiziere wären zu NATO-Kommandobehörden entsandt worden. Im Kriegsfall hätte der BND eine neue Gliederung eingenommen. Die in der Entstehung begriffene Frontnachrichtentruppe der Bundeswehr wäre dem BND unterstellt worden. Vorgesehen waren auch ein militärisches Sicherungstruppenteil und eine Spezialeinheit nach dem Vorbild der Special Operations Executive und der Brandenburger, der ein Fallschirmjägerverband in Stärke eines Bataillons und ein Lufttransportverband unterstellt werden sollten. In diesem Zusammenhang war für Gehlen der Dienstgrad Generalleutnant der Reserve und für Wolfgang Langkau der Dienstgrad Generalmajor der Reserve vorgesehen – beides einzigartige Reservedienstgrade, die in der Bundeswehr in keinen anderen Fällen bekannt sind. Insgesamt sah der Plan eine Personalstärke des Kriegs-BND von 12.775 Personen vor.

#### Mercker-Kommission
Im Jahr 1968 führte eine Kommission unter Vorsitz des Staatssekretärs Reinhold Mercker und unter Mitwirkung des Ministerialrats Paul Raab und des Generalleutnants a. D. Alfred Zerbel eine interne Untersuchung des BND durch. Der bis heute in Teilen als geheim eingestufte Mercker-Bericht deckte laut Presseberichten Führungsmängel, Vetternwirtschaft, Korruption sowie Missbrauch und Fehlverwendung von Haushaltsmitteln auf. Weiterhin soll der BND einen signifikanten Teil seiner Ressourcen auf das Ausspähen westdeutscher Politiker verwendet haben.

#### Stay-behind-Organisation
Die Stay-behind-Organisation des BND war eine Vorsorgeeinrichtung für Informationsverbindungen im Falle einer militärischen Besetzung durch die Staaten des Warschauer Paktes. Die nachrichtendienstlichen Verbindungen wurden ausgebildet, sich im Kriegsfall „überrollen“ zu lassen, um aus dem besetzten Gebiet unerkannt Informationen, insbesondere zu militärischen Maßnahmen, zum BND zu funken. Dazu verfügten die Stay-behind-Kräfte über spezielle Funkgeräte. Zur Ausbildung gehörte ebenfalls, gegebenenfalls geheime Schleusungen von Personal und Material aus dem besetzten Gebiet heraus oder in das besetzte Gebiet hinein durchzuführen. Bis 1983 gab es auch eine Komponente zur Ausbildung von Personen, die in dem besetzten Gebiet Sabotagehandlungen durchführen bzw. Widerstandsgruppen organisieren und führen sollten. Diese Komponente war seit Anfang der 1970er Jahre schrittweise reduziert worden und wurde Ende 1983 ganz eingestellt. Ende der 1950er Jahre umfasste die Stay-behind-Organisation des BND etwa 75 hauptamtliche Mitarbeiter mit zeitweise bis zu 500 nachrichtendienstlichen Verbindungen. Im Januar 1986 waren der Organisation noch 26 hauptamtliche Mitarbeiter zugewiesen mit 104 nachrichtendienstlichen Verbindungen im Jahr 1990. Infolge der weltpolitischen Veränderungen wurde im Herbst 1990 die Auflösung der Stay-behind-Organisation des BND beschlossen und bis zum Ende des dritten Quartals 1991 vollständig umgesetzt.

### Seit der deutschen Wiedervereinigung
Eine gesetzliche Grundlage für den BND existierte lange Zeit nicht. Erst 1990 wurde – ausgelöst durch das Volkszählungsurteil des Bundesverfassungsgerichts von 1983 mit dem darin postulierten Grundrecht auf informationelle Selbstbestimmung – ein Gesetz für den BND verabschiedet.
Anfang der 1990er Jahre wurde auch bekannt, dass der BND mit iranischen Geheimdiensten zusammenarbeitete. So wurden Computer und Fotogeräte den Iranern übergeben. Auch wurden Mitglieder der iranischen Geheimdienste in München an einer Fachschule in Observation ausgebildet.
2002 wurde das für Gegenspionage zuständige Referat aufgelöst. Von 60 Stellen blieben rund ein Dutzend für die Auswertung übrig. Seit 2017/2018 wird der Gegenspionage wieder mehr Bedeutung beigemessen.
Der BND übernahm zum 1. Januar 2008 einen Teil der Aufgaben des aufgelösten Zentrums für Nachrichtenwesen der Bundeswehr.

### „Transparenzoffensive“ ab 2014
2014 verkündete der amtierende BND-Chef Gerhard Schindler anlässlich der Aufarbeitung der NSA-Affären eine „Transparenzoffensive“. Dabei wurden einige Tarnnamen verschiedener BND-Einrichtungen und die falschen Namen solcher Mitarbeiter abgeschafft, die nach außen tätig sind. Im Jahr 2015 durfte „erstmals“ ein Journalist den Horchposten für den internationalen Telefonverkehr des BND in Rheinhausen besuchen, das Ionosphäreninstitut, wo der BND u. a. eine Radom-Antenne betreibt.

### Aufarbeitung der Geschichte des BND
Infolge des Skandals um Heinz Felfe, einen ehemaligen SS-Obersturmführer und Überläufer zum KGB, kam es im Auftrag Gehlens zu einer internen Untersuchung über die Belastung ehemaliger SS-Angehöriger durch ihre Tatbeteiligung an SS-Verbrechen durch den jungen BND-Mitarbeiter Hans-Henning Crome. Nach dessen Abschlussbericht (Aktenzeichen 815/65) an Gehlen vom 1. Februar 1965 waren 71 Mitarbeiter wegen „nachweisbarer Teilnahme an nationalsozialistischen Gewaltdelikten“ still aus dem Dienst gedrängt worden – andere SS-Leute (eine Schätzung von Peter Carstens, einem Redakteur bei der „Frankfurter Allgemeinen Zeitung“, der die Unterlagen recherchierte, liegt in der Größenordnung von 130 weiteren Personen) konnten bleiben. An weiteren Verbrechen beteiligte Ex-NSDAP-Funktionäre, Wehrmachtssoldaten oder „reine Angehörige der Waffen-SS“ wurden von der Arbeitsgruppe Organisationseinheit 85 um Crome, sofern sie im Dienst beschäftigt waren, gar nicht erfasst. Die bereits 2006 von BND-Präsident Ernst Uhrlau angekündigte Aufarbeitung der nationalsozialistischen Vergangenheit des Dienstes, ein Projekt, für das man den prominenten Historiker Gregor Schöllgen gewonnen hatte, wurde – offenbar nicht zuletzt aufgrund des Widerstandes aus dem Kanzleramt – zunächst über Jahre nicht in Angriff genommen.
Im BND wurde 2010 eine Forschungs- und Arbeitsgruppe „Geschichte des BND“ unter der Leitung von Bodo Hechelhammer, einem Nachrichtendienstler und Historiker, eingerichtet, um das Projekt der Aufarbeitung der Geschichte des BND zu realisieren. Dieses führte seit Anfang 2011 zu einem neuen Anlauf der Aufarbeitung der Frühgeschichte des BND mit der Berufung einer unabhängigen Historikerkommission. Der Titel der Kommission lautet Unabhängige Historikerkommission zur Erforschung der Geschichte des Bundesnachrichtendienstes, seiner Vorläuferorganisationen sowie seines Personal- und Wirkungsprofils von 1945 bis 1968 und des Umgangs mit dieser Vergangenheit. Sie war mit den vier Professoren Jost Dülffer (Universität zu Köln), Klaus-Dietmar Henke (Technische Universität Dresden), Wolfgang Krieger (Philipps-Universität Marburg) und Rolf-Dieter Müller (Humboldt-Universität zu Berlin) besetzt. Vom Bund wurde die Arbeit mit 2,2 Millionen Euro finanziert. Ihre Arbeit war ursprünglich auf vier Jahre begrenzt, wurde mehrfach verlängert und endete 2018. Die Arbeit der Kommission reihte sich in die Untersuchung der Geschichte zahlreicher Bundesbehörden ein. Die Historiker sollten „die Entstehungs- und Frühgeschichte sowie sein Personal- und Wirkungsprofil von 1945 bis 1968“ umfassend aufarbeiten und dafür vollen Zugang zu allen BND-Akten, auch zu den mit den Geheimhaltungsgraden „geheim“ und „streng geheim“ gestempelten Papieren, bekommen. Der exakte Schwerpunkt ihrer Tätigkeit sollte den Wissenschaftlern dabei freistehen; der Dienst behielt sich jedoch explizit vor, im Rahmen der Veröffentlichung der Forschungsergebnisse aus Gründen des Geheimschutzes sein Veto einzulegen. Die Forschungsergebnisse wurden zwischen 2016 und 2022 in 15 Monographien veröffentlicht. Der Band „Geheime Dienste“ mit Ergebnissen zur versuchten Einflussnahme des BND auf den Prozess gegen Adolf Eichmann erschien mit umfangreichen Schwärzungen.

„Der Bundesnachrichtendienst hat 2007 zahlreiche Dokumente vernichtet, die nach Einschätzung von Experten von großer historischer Bedeutung waren. Insgesamt 250 Personalakten mit Bezug zur NS-Zeit seien dem Reißwolf übergeben worden, kritisieren Historiker der unabhängigen Kommission zur Erforschung der Geschichte des Dienstes und zu den mutmaßlichen Verwicklungen seiner Mitarbeiter in NS-Verbrechen.“

Der BND erklärte im Dezember 2011, eine interne Untersuchung habe ergeben, dass die Vernichtung „seinerzeit gemäß den gängigen archivischen Regularien“ erfolgt sei. „Zu insgesamt 45 von 253 Personen, etwa 17 Prozent, konnte bislang eine ‚NS-Belastung‘ festgestellt werden.“

### Ausbau der IT-Kommunikations-Überwachung, Umzug nach Berlin und Programm „Strategische Modernisierung“
2015 wurden Details zum BND-Programm „Strategische Initiative Technik“ (SIT) bekannt. Ziel des Dienstes war es, im Zeitraum von 2014 bis 2020 seine Internet-Überwachung massiv auszubauen. Mit dem 300 Millionen Euro teuren Programm soll die Kommunikation u. a. über Glasfaser- und Breitbandnetze überwacht und selektiert ausgewertet werden. Den größten Einzelposten macht der Ausbau der Fernmelde- und Elektronischen Aufklärung (SIGINT) mit über 134 Millionen Euro aus. Die steigende Integration von Daten- und Sprachnetzen sowie die Verfügbarkeit unterschiedlichster Kommunikationswege für jeden führen zu riesigen Datenmengen, die durch mehrstufige, flexibel einsetzbare Filter- und Selektionssysteme ausgewertet werden sollen. Relevante Verkehre sollen so identifiziert, selektiert und extrahiert werden. Insbesondere durch die Analyse von IP-Metadaten soll eine Verbesserung der sogenannten G-10-Erkennung (Artikel 10-Gesetz) ermöglicht werden.
Von 2006 bis 2019 wurde die neue BND-Zentrale in Berlin-Mitte gebaut. 2003 hatte die damalige Bundesregierung (Kabinett Schröder II) beschlossen, dass der BND aus dem bayerischen Pullach ins Zentrum Berlins ziehen soll. Nahe dem Berliner Regierungsviertel wurde daraufhin für über 1 Milliarde Euro das größte Bauprojekt Deutschlands seit 1945 umgesetzt. Das Gebäude mit über 5000 Räumen wurde im Februar 2019 eröffnet. Am Standort Pullach verblieb die Zentrale Technische Aufklärung, die zusätzlich ausgebaut wurde.
Am 5. Juni 2014 wurde die Juristin Silvia Reischer Abteilungsleiterin SI und damit erste Abteilungsleiterin im BND. Später leitete sie die Abteilung TW (Technik und Wissenschaft). Seit spätestens November 2022 ist sie Bevollmächtigte für Zukunftsfähigkeit.
Seit 2019 versucht der Dienst, sich durch interne Ideensammlung und das Hinzuziehen externer Berater strategisch zu modernisieren. 2021 lag ein Konzept für eine neue Struktur vor. Die „organisatorische Komplexität“ im Dienst soll verringert, Bürokratie abgebaut und Aufgaben und Abläufe effektiver werden. Statt der bisherigen elf Abteilungen soll es fünf große Bereiche geben, darunter Auswertung, Beschaffung und IT-Unterstützung. Innerhalb dieser Bereiche sollen weiterhin einzelne Länder, Regionen und Themen bearbeitet werden. Die Bereiche Auswertung und Beschaffung sollen enger und flexibler zusammenarbeiten, um schneller auf sich rasch wandelnde Situationen zu reagieren. Durch die neue Struktur sollen die vertikalen wie horizontalen Entscheidungsprozesse eindeutiger gefasst sein. Es soll auch eine eigene Organisationseinheit für Compliance-Fragen entstehen, um die Einhaltung geltenden Rechts systematischer und noch nachhaltiger sicherzustellen.

## Leitung

### Präsidenten
An der Spitze des BND steht ein Präsident, derzeit Bruno Kahl. Das Amt des Präsidenten ist in Besoldungsgruppe B 9 der Bundesbesoldungsordnung B eingruppiert. Er vertritt den BND gegenüber Bundesregierung und Bundestag, verantwortet die strategische Steuerung des BND und pflegt die Beziehungen zu strategischen Partnern im Ausland. Folgende Liste zeigt die Präsidenten seit 1956:
| #  | Name                                  | Lebensdaten | Beginn der Amtszeit | Ende der Amtszeit |
| -- | ------------------------------------- | ----------- | ------------------- | ----------------- |
| 01 | Reinhard Gehlen                       | 1902–1979   | 1. Apr. 1956        | 30. Apr. 1968     |
| 02 | Gerhard Wessel                        | 1913–2002   | 1. Mai 1968         | 31. Dez. 1978     |
| 03 | Klaus Kinkel                          | 1936–2019   | 1. Jan. 1979        | 26. Dez. 1982     |
| 04 | Eberhard Blum                         | 1919–2003   | 27. Dez. 1982       | 31. Juli 1985     |
| 05 | Heribert Hellenbroich (CDU)           | 1937–2014   | 1. Aug. 1985        | 27. Aug. 1985     |
| 06 | Hans-Georg Wieck                      | 1928–2024   | 4. Sep. 1985        | 2. Okt. 1990      |
| 07 | Konrad Porzner (SPD)                  | 1935–2021   | 3. Okt. 1990        | 31. März 1996     |
| 08 | Gerhard Güllich (SPD) (kommissarisch) | * 1938      | 1. Apr. 1996        | 4. Juni 1996      |
| 09 | Hansjörg Geiger                       | * 1942      | 4. Juni 1996        | 17. Dez. 1998     |
| 10 | August Hanning                        | * 1946      | 17. Dez. 1998       | 30. Nov. 2005     |
| 11 | Ernst Uhrlau (SPD)                    | * 1946      | 1. Dez. 2005        | 31. Dez. 2011     |
| 12 | Gerhard Schindler (FDP)               | * 1952      | 1. Jan. 2012        | 30. Juni 2016     |
| 13 | Bruno Kahl (CDU)                      | * 1962      | 1. Juli 2016        |                   |

### Stellvertreter
Der Präsident des BND hat (Stand Anfang 2025) folgende drei Vizepräsidenten: einen Vizepräsidenten für zentrale Aufgaben und Vertreter des Präsidenten, N. N., einen Vizepräsidenten und Dienstältesten Offizier, Dag Baehr, und einen Vizepräsidenten, Ole Diehl. Ein Vizepräsident wird intern besetzt, einer kommt zeitweilig von der Bundeswehr und einer zeitweilig vom Auswärtigen Amt. Der Vizepräsident für zentrale Aufgaben hat die Linienverantwortung für Auswertung sowie Beschaffung und steuert Haushalt, IT, Verwaltung und die bereichsübergreifende Ressourcensteuerung. Der Vizepräsident für militärische Angelegenheiten berät den Präsidenten zu militärischen Themen, insbesondere zur Landes- und Bündnisverteidigung, und verantwortet die Inlandskooperationen des BND. Der vom Auswärtigen Amt kommende Vizepräsident verantwortet die strategische Ausrichtung der Kooperation mit ausländischen Diensten und vertritt den Präsidenten in Lageaspekten.
Bis 2008 hatte der BND zwei, bis 2004 einen Vizepräsidenten. Folgende Liste zeigt die Vizepräsidenten seit Errichtung des BND:
| #  | Name                                   | Lebensdaten | Beginn der Amtszeit | Ende der Amtszeit     | Anmerkung                                                             |
| -- | -------------------------------------- | ----------- | ------------------- | --------------------- | --------------------------------------------------------------------- |
| 01 | Hans-Heinrich Worgitzky                | 1907–1969   | 24. Mai 1957        | 30. März 1967         | (bereits 1956 Stellvertreter Gehlens)                                 |
| 02 | Horst Wendland                         | 1912–1968   | 1. Apr. 1967        | 8. Okt. 1968 (Suizid) |                                                                       |
| 03 | Dieter Blötz                           | 1931–1987   | 4. Mai 1970         | Aug. 1979             |                                                                       |
| 04 | Norbert Klusak                         | 1936–1986   | 1. Apr. 1980        | 27. Feb. 1986         |                                                                       |
| 05 | Paul Münstermann                       | 1932–2010   | März 1986           | 27. Aug. 1994         |                                                                       |
| 06 | Gerhard Güllich                        | * 1938      | Sep. 1994           | 17. Juni 1996         |                                                                       |
| 07 | Rainer Keßelring                       | 1934–2013   | 18. Juni 1996       | Sep. 1998             |                                                                       |
| 08 | Siegfried Barth                        | * 1935/36   | 10. Sep. 1998       | Juli 2001             |                                                                       |
| 09 | Rudolf Adam                            | * 1948      | Juli 2001           | 31. März 2004         |                                                                       |
| 10 | Werner Schowe                          | * 1944      | 15. Okt. 2003       | 30. Sep. 2005         | Vizepräsident für militärische Angelegenheiten                        |
| 11 | Rüdiger von Fritsch                    | * 1953      | 1. Mai 2004         | 2007                  |                                                                       |
| 12 | Georg Freiherr von Brandis             | 1948–2021   | 4. Okt. 2005        | Feb. 2008             | Vizepräsident für militärische Angelegenheiten                        |
| 13 | Arndt Freiherr Freytag von Loringhoven | * 1956      | 2007                | 2010                  |                                                                       |
| 14 | Armin Hasenpusch                       | 1948–2014   | 2008                | 2010                  | Vizepräsident für militärische Angelegenheiten                        |
| 15 | Werner Ober                            | * 1948      | 2008                | 2013                  | Vizepräsident für zentrale Aufgaben und Modernisierung                |
| 16 | Géza Andreas von Geyr                  | * 1962      | 2010                | 2014                  |                                                                       |
| 17 | Michael Klor-Berchtold                 | * 1957      | 2014                | 2016                  |                                                                       |
| 18 | Ole Diehl                              | * 1964      | 2016                | 30. Juni 2019         |                                                                       |
| 19 | Norbert Stier                          | * 1953      | 2010                | 2015                  | Vizepräsident für militärische Angelegenheiten                        |
| 20 | Werner Sczesny                         | * 1960      | 2016                | 1. Jan. 2021          | Vizepräsident für militärische Angelegenheiten                        |
| 21 | Guido Müller                           | * 1966      | 2013                | Okt. 2018             | Vizepräsident für zentrale Aufgaben und Modernisierung                |
| 22 | Michael Baumann                        | * 1956      | Jan. 2019           | 31. Okt. 2022         | Vizepräsident für zentrale Aufgaben und Vertreter des Präsidenten     |
| 23 | Tania Freiin von Uslar-Gleichen        | * 1964      | 1. Juli 2019        | 28. Feb. 2021         |                                                                       |
| 24 | Wolfgang Wien                          | * 1963      | 1. Jan. 2021        | Sep. 2023             | Vizepräsident und Dienstältester Offizier                             |
| 25 | Ole Diehl                              | * 1964      | 1. März 2022        | –                     | Vizepräsident                                                         |
| 26 | Philipp Wolff                          | * 1972      | 1. Nov. 2022        | Mai 2025              | Vizepräsident für zentrale Aufgaben und Vertreter des Präsidenten     |
| 27 | Dag Baehr                              | * 1965      | Sep. 2023           | –                     | Vizepräsident und Dienstältester Offizier                             |
| 28 | Gabriele Monschau                      | * 1974      | Juli 2025           | –                     | Vizepräsidentin für zentrale Aufgaben und Vertreterin des Präsidenten |

## Weiteres

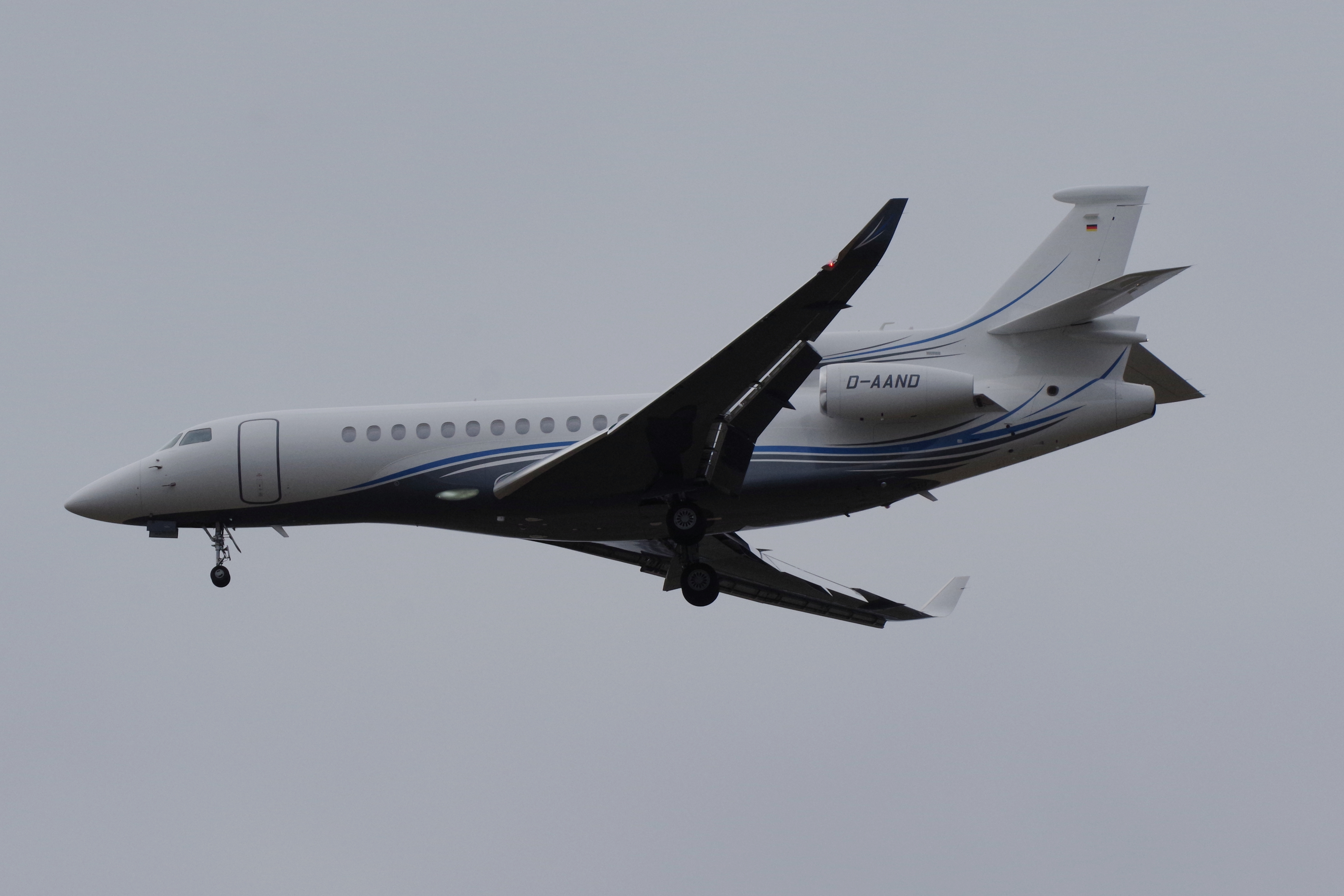
Dienstflugzeug des BND (2024)

### Dienstflugzeug
Der BND hat ein eigenes Dienstflugzeug. Seit 2022 ist es eine Dassault Falcon 8X mit dem Luftfahrzeugkennzeichen D-AAND und zugelassen auf Zeman Nextgen. Zuvor besaß der BND eine Dassault Falcon 900EX (Zulassungsjahr 2003, Kennzeichen: D-AZEM), die offiziell der Firma Zeman Flugtechnik und Logistik München GmbH (Handelsregister: München HRB 148243) gehörte. Aus einer Analyse der Flugbewegungen, die in Planespotter-Datenbanken erfasst wurden, ging hervor, dass das Flugzeug vor und nach Auslandsflügen häufig zwischen den beiden BND-Standorten Berlin und München pendelte. Heimatposition war das General Aviation Terminal des Flughafens München.
Das erste Dienstflugzeug erhielt der BND 1960 mit dem Modell Travel Air 95 der Beech Aircraft Corporation mit der Werk-Nr. TD 300 und dem Kennzeichen D-GADO zum Preis von 324.000 D-Mark. Es verkehrte hauptsächlich zwischen München und Bonn. In den 1980er Jahren besaß der BND eine Falcon Mystère 50 mit dem Luftfahrzeugkennzeichen D-BIRD. Im Jahr 2006 wurde dieses Kennzeichen an eine Dornier 328 der Private Wings vergeben.

### BNDivers
Seit Sommer 2021 besteht im BND das hauseigene Mitarbeitendennetzwerk BNDivers zur Förderung von Diversität.

### Personalvertretung
Der BND verfügt über einen Gesamtpersonalrat, die Zentrale sowie einige Außenstellen des BND verfügen über örtliche Personalräte als Personalvertretungen nach dem Bundespersonalvertretungsgesetz (BPersVG). Der örtliche Personalrat der Zentrale hat keine Zuständigkeit für die als Dienststellen im Sinne des PersVG geltenden Teile und Stellen außerhalb der Zentrale, bei denen keine örtlichen Personalräte bestehen.
Außerdem sind Gewerkschaften sowie Interessenvertretungen der Mitarbeiter des BND vorhanden. Am 17. Februar 2023 demonstrierten über 100 BND-Mitarbeiter im Zuge der Tarifrunde für den öffentlichen Dienst 2023 für höhere Einkommen.

### Personalmarketing und Öffentlichkeitsarbeit

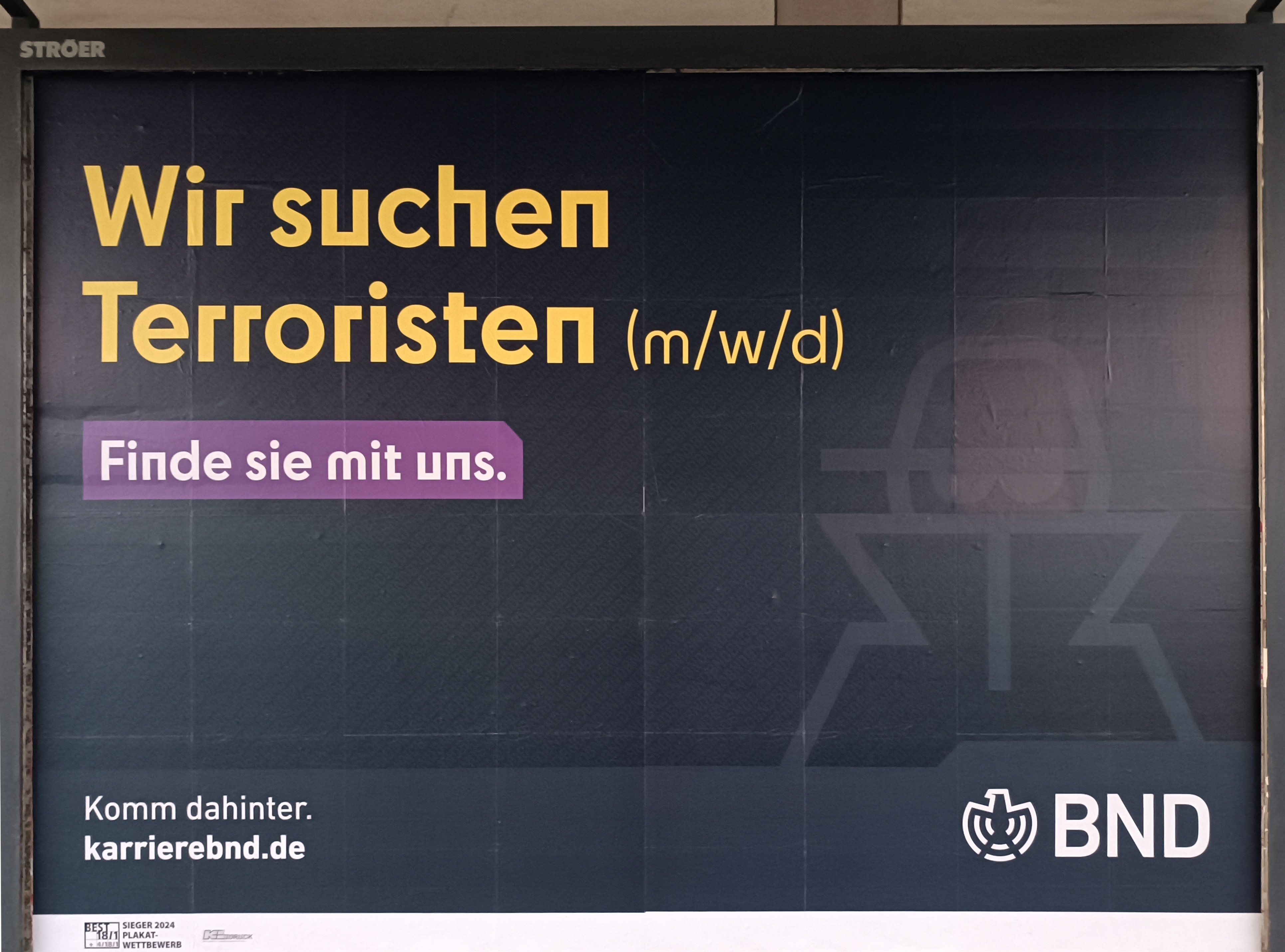
Plakat: Wir suchen Terroristen (m/w/d)

Im März 2024 startete der BND seine eigene Arbeitgebermarke mit dem Claim „Komm dahinter.“ In diesem Zug führte er eine eigene Wort-Bild-Marke ein, die vom Corporate Design der Bundesregierung abweicht. Der BND trug sich diese 2024 als Marken beim Deutschen Patent- und Markenamt ein; eine Bildmarke mit Adlerlogo und die Wortmarke BND.
Mit einer Plakatwerbung mit dem Werbetext Wir suchen Terroristen (m/w/d) – Finde sie mit uns. gewann der BND im September 2024 die Werbeauszeichnung BEST 18/1, die mit einer Werbekampagne mit dem Gewinnermotiv im Wert von 2,5 Millionen Euro dotiert war. Diese folgte im März 2025.
Für seine Öffentlichkeitsarbeit und sein Personalmarketing betreibt der BND mehrere Social-Media-Kanäle, darunter ein im Mai 2021 gestarteter Karrierekanal bei Instagram.
Im Januar 2025 startete der BND einen eigenen Podcast mit dem Titel Job Secret. Darin geben Mitarbeiter mit verschiedenen Arbeitsschwerpunkten Informationen und Anekdoten aus ihrem Berufsleben wieder.
Als Personalmarketing-Maßnahme veröffentlichte der BND im Juni 2023 eine Kollektion von Non-Fungible Token mit dem Titel Dogs of BND bestehend aus 999 computergenerierten Profilbildern anthropomorpher Schäferhunde.
Seit Juni 2025 gibt es einen Onlineshop, bei dem zunächst etwa 20 BND-Werbeartikel erworben werden können. Der Onlinehandel wird privat unter Lizenz des BND betrieben. Die Artikel können auch im BND-Besucherzentrum in einem Verkaufsautomaten erworben werden. In den 2000er Jahren gab es bereits einen internen Shop, in dem der BND unter anderem Herren-Slips mit den Aufdrucken NUR FÜR DEN DIENSTGEBRAUCH, AMTLICH GEHEIMGEHALTEN und VERSCHLUSSSACHE vertrieb, deren Design markenrechtlich geschützt waren.
Im Jahr 2002 gab der BND unter dem Motto Speisen, Spannung und Spione ein internationales Kochbuch mit dem Titel Top(f) Secret: Die „Geheimrezepte“ des Bundesnachrichtendienstes heraus, das neben Rezepten auch landeskundliche Informationen und, laut Verlagsmitteilung, „amüsante Geschichten mit geheimdienstlichem Hintergrund“ enthält.

### Satellitensystem GEORG
Das in der Entwicklung befindliche Satellitensystem GEORG (Global Electro Optical Reconnaissance System Germany) wird dem BND die weltweite elektro-optische Aufklärung durch zwei Aufklärungssatelliten ermöglichen, die vom Bremer Unternehmen OHB gebaut werden. Das Projekt hat ein Finanzvolumen von 400 Millionen Euro. Es ist spätestens seit November 2016 öffentlich bekannt. Vor dem GEORG-Projekt gab es Pläne, dass sich der BND am Erdbeobachtungssatelliten HiROS (High Resolution Optical System) beteiligt, bei dem der Dienst 30 Prozent der Kapazitäten hätte nutzen dürfen. Der Start der GEORG-Aufklärungssatelliten ins Weltall war für 2022 geplant; Ende des Jahres 2022 für 2024 und 2025.

### Zuschuss aus dem Bundeshaushalt
Die Ausgaben des Bundesnachrichtendienstes sind seit 2025 gemäß Art. 109 GG von der Schuldenbremse ausgenommen.
Der Regierungsentwurf für den Bundeshaushalt 2026 sieht einen Zuschuss für den Bundesnachrichtendienst in Höhe von 1,51 Milliarden Euro vor. Dies entspricht einer Steigerung von 26 Prozent zum geplanten Zuschuss 2025. Für 2025 waren im ersten Regierungsentwurf Ausgaben von 1.189.258.000 Euro, im zweiten Regierungsentwurf von 1.194.703.000 Euro und für 2024 Ausgaben von 1.083.356.000 Euro vorgesehen. Für das Jahr 2023 lag der Haushaltsansatz bei 1.030.000.000 Euro und im Jahr 2022 bei 1.027.589.000 Euro, womit er unter dem Wert des Vorjahres lag. 2024 waren Ausgabenreste in Höhe von 57,284 Mio. Euro, 2023 in Höhe von 39,625 Mio. Euro und 2022 in Höhe von 82,7 Mio. Euro vorhanden. Für das Jahr 2021 lag der Haushaltsansatz für den BND inklusive Nachtragshaushalten mit 1.079.128.000 Euro erstmals über der Milliardengrenze. Der Zuschuss aus dem Bundeshaushalt (Soll-Werte) wurde für das Jahr 2020 mit 977,883 Mio. Euro veranschlagt, für die Jahre 2019 mit 966,482 Mio. Euro, 2018 mit rund 925,4 Mio. Euro, für 2017 mit rund 832,8 Mio. Euro, für 2016 mit rund 723,8 Mio. Euro und 2015 mit rund 615,6 Mio. Euro.
Regelmäßig werden weniger Mittel als im Haushalt veranschlagt ausgegeben. Für das Jahr 2023 lagen die Ist-Ausgaben bei 945,406 Mio. Euro und 2022 bei 1.044,578 Mio. Euro. Für das Jahr 2021 lagen die Ist-Ausgaben bei 941,825 Mio. Euro und somit 12,7 Prozent unter dem Soll. 2020 lagen die Ist-Ausgaben bei 904,846 Mio. Euro, die Soll-Ausgaben aus dem Haushaltsgesetz für jenes Jahr bei 977,883 Mio. Euro und damit um 73,036 Mio. Euro (8,3 Prozent) niedriger. Im Jahr 2019 lagen die Ist-Ausgaben mit 954,811 Mio. Euro um 23,072 Mio. Euro niedriger (2,4 Prozent), im Jahr 2018 mit 813,435 Mio. Euro um 111,965 Mio. Euro (rund 12 Prozent) und im Jahr 2017 mit 733,755 Mio. Euro um etwa 59 Mio. (rund 7 Prozent) niedriger.

### Einschränkung bei Internet- und anderweitiger Kommunikationsüberwachung
Mit dem Urteil des Bundesverfassungsgerichts zur Ausland-Ausland-Fernmeldeaufklärung des Bundesnachrichtendienstes erkannte das Bundesverfassungsgericht für Recht, dass Teile des BND-Gesetzes mit dem Grundgesetz unvereinbar sind ohne den Anspruch der Nichtigkeit. Der Gesetzgeber hatte bis Ende 2021 eine Neuregelung zu schaffen. Im Jahr 2022 nahm der zur Kontrolle der technischen Aufklärung des BND aufgestellte Unabhängige Kontrollrat seine Arbeit auf.
Die ehemalige Präsidenten des BND, August Hanning und Gerhard Schindler, hielten den BND im Jahr 2023 für derart reguliert und in der Aufgabenausführung eingeschränkt, dass sie ihn als ineffektiv („zahnlos“) und nicht „auf Augenhöhe“ mit anderen westlichen Diensten beschrieben. Ihrer Ansicht nach könne der BND der Terrorismus- und Auslandsaufklärung nicht nachkommen und müsse diese deswegen auf ausländische Nachrichtendienste auslagern. Im Jahr 2024 äußerte sich der amtierende BND-Chef Bruno Kahl bei einer öffentlichen Sitzung vor dem Parlamentarischen Kontrollgremium dazu. Im selben Jahr beurteilte das Bundesverfassungsgericht das BND-Gesetz erneut für teils verfassungswidrig. Diese Entscheidung wurde als weitere Behinderung und Bürokratisierung des BND beschrieben und kritisiert.

### Auskunft gegenüber Journalisten
Der BND verweigerte 2017 einem Journalisten Informationen aus und über Hintergrundgespräche mit anderen Journalisten. Der Tageszeitungsredakteur rief das Bundesverwaltungsgericht an. Es entschied 2019, dass Pressevertreter auf der Grundlage des verfassungsunmittelbaren Auskunftsanspruchs der Presse aus Art. 5 I 2 GG verlangen können, vom BND bestimmte Informationen über vertrauliche Hintergrundgespräche zu erhalten, die Vertreter des BND mit ausgewählten Journalisten führen. Zu einer konkreten Frage wies das Gericht den Auskunftsanspruch ab.
Der BND soll jahrelang die Redaktion des Nachrichtenmagazins Der Spiegel beobachtet und seine Arbeit zu beeinflussen versucht haben. Eine Einsicht in die damaligen Akten wurde den recherchierenden Redakteuren des Spiegel auch fünfzig Jahre nach der Spiegel-Affäre im Jahr 1962 verweigert.

### Gesetzliche Sonderregelungen
Aus Sicherheitsgründen gelten für den BND einige gesetzliche Sonderregelungen. Für die Personalvertretung im BND sind diese in § 112  BPersVG geregelt, für die Gleichstellung von Männern und Frauen und die Gleichstellungsbeauftragte in § 37 Bundesgleichstellungsgesetz, § 26 Gleichstellungsbeauftragtenwahlverordnung sowie § 9 Gleichstellungsstatistikverordnung und für die Teilhabe von Beschäftigten mit Behinderung in § 240 Sozialgesetzbuch. Das Bundesverwaltungsgericht entscheidet im ersten und letzten Rechtszug über Klagen, denen Vorgänge im Geschäftsbereich des BND zugrunde liegen (§ 50 Abs. 1 Nr. 4 VwGO). Analog entscheidet das Bundessozialgericht über Klagen von Personen, die als Soldaten dem BND angehören oder angehört haben, und von ihren Hinterbliebenen im ersten und letzten Rechtszug (§ 88 Abs. 6 S. 2 SVG). Für die Anbietung und Abgabe von Unterlagen an das Bundesarchiv gelten Ausnahmen nach § 6 Bundesarchivgesetz. Auf Informationszugang nach dem Informationsfreiheitsgesetz besteht gegenüber dem BND kein Anspruch (§ 3 Nr. 8 IFG). Keine Ausnahme besteht hingegen beim Umweltinformationsgesetz. Auf eine Anfrage nach diesem Gesetz stellte der BND einen Wochenspeiseplan seines Mitarbeiterrestaurants bereit.